# Navy CIS
Navy CIS ist eine seit 2003 produzierte US-amerikanische Krimiserie, die von einem Ermittlerteam des Naval Criminal Investigative Service (NCIS) handelt, einer bis September 2011 in Washington, D.C. angesiedelten US-Bundesbehörde. In der Serie geht es um die Aufklärung von Verbrechen, in die Angehörige der United States Navy und des United States Marine Corps verwickelt sind. 19 Jahre lang leitete Mark Harmon als Special Agent Leroy Jethro Gibbs das Agenten-Team des NCIS, ehe Gary Cole als Special Agent Alden Parker die Nachfolge antrat. Der englische Originaltitel lautete während der ersten Staffel Navy NCIS und wurde mit Beginn der zweiten Staffel in NCIS umbenannt.
 Eine 23. Staffel  wurde am 20. Februar 2025 für die TV-Saison 2025–26 bestellt.
Navy CIS entstand nach einer Idee von Donald P. Bellisario und Don McGill und ist ein Spin-off von JAG – Im Auftrag der Ehre. Die Serie ihrerseits brachte vier Ableger hervor: Navy CIS: L.A. (2009–2023) spielt in Los Angeles, Navy CIS: New Orleans (2014–2021) in der Außenstelle in New Orleans, Navy CIS: Hawaiʻi (2021–2024) am Stützpunkt Pearl Harbor auf Hawaii, NCIS: Sydney in Sydney und Navy CIS: Origins (seit 2024) Prequel-Serie.
Navy CIS war 2014 die meistgesehene Fernsehserie der Welt. 2013 war Navy CIS auch in der werberelevanten Zielgruppe in Deutschland auf Platz eins der meistgesehenen Fernsehserien und in den Jahren 2012 und 2014 jeweils auf Platz zwei. Auch in Österreich gehört Navy CIS zu den beliebtesten Serien.
Am 15. April 2024 wurde die 1000. Folge des gesamten NCIS Franchise in der 21. Staffel von Navy CIS ausgestrahlt.

## Handlung
Den ersten Fall löst das NCIS-Team in einem Backdoor-Pilot in der Serie JAG – Im Auftrag der Ehre. In der Doppelfolge Eisige Zeiten der achten Staffel von JAG – Im Auftrag der Ehre wird der Hauptcharakter, Commander Harmon Rabb, des Mordes an Lieutenant Loren Singer verdächtigt. Die Hauptfiguren von Navy CIS werden eingeführt, um den Mord an Singer aufzuklären. Die im Backdoor-Pilot Eisige Zeiten auftretende Figur der Vivian Blackadder taucht in der Serie nicht mehr auf. Dafür tritt die Spezialagentin Caitlin Todd, die in der ersten Folge noch dem United States Secret Service angehört, am Ende dieser Folge Gibbs’ Team bei. Während die JAG-Episoden in erster Linie auf das Genre Gerichtssaal-Drama orientiert sind, stehen bei Navy CIS die strafrechtlichen Ermittlungen im Mittelpunkt.

### Staffel 1
Die erste Staffel begleitet die Ermittler des NCIS-Hauptquartiers in Washington, D.C., in der ersten Folge zur Air Force One. Dort ist ein Navy-Commander, der verantwortlich für den Nuclear Football ist, plötzlich tot umgefallen. Während der Ermittlungen trifft Special Agent Leroy Jethro Gibbs, der Leiter der Einheit, auf den FBI-Senior Agent Tobias Fornell, der im weiteren Verlauf der Serie ein guter Freund von Gibbs wird, was keiner der beiden jemals zugeben würde.
Begleitet wird Gibbs von seinen Kollegen Tony DiNozzo und Kate Todd, die in der ersten Folge vom Secret Service zu Gibbs’ Team wechselt. Mit Hilfe der Forensikerin Abby Sciuto und des Gerichtsmediziners Dr. Donald „Ducky“ Mallard kann Gibbs’ Team in jeder Folge den Täter ermitteln und überführen. Im weiteren Verlauf der Staffel wird die Figur des Timothy McGee eingeführt. McGee ist ein junger Agent aus Norfolk, der dem Team von Zeit zu Zeit mit seinen Computerkenntnissen aushilft.
Der Höhepunkt der Staffel ist das Auftauchen des Terroristen Ari Haswari, der in der Folge Albtraum im Keller Dr. Mallard und Todd als Geisel nimmt. Außerdem wird bei der Geiselnahme der Assistent von Dr. Mallard, Gerald Jackson, angeschossen und kann daraufhin nicht mehr seine Tätigkeit ausführen. Bei der Geiselbefreiung kann Ari fliehen. Bis zum Staffelfinale entwickelt sich Gibbs’ Verlangen, den Terroristen zur Strecke zu bringen, zur Besessenheit; jedoch entkommt dieser immer wieder.

### Staffel 2
Zu Beginn der zweiten Staffel wird McGee festes Mitglied von Gibbs’ Team. Er wird oft von DiNozzo und Todd aufgezogen. McGee wird von Gibbs zunächst schroff und fordernd behandelt, damit er sich ins Team einfügen kann.
Auch in dieser Staffel ermitteln die Mitglieder des NCIS in Fällen von Mord, Spionage, Terrorismus und Entführung. So wird Dr. Mallard in der Folge Blutiges Puzzle von einem Mörder entführt, wodurch Gibbs und sein Team in ein Rennen gegen die Zeit geraten und versuchen, das Leben des Gerichtsmediziners zu retten.
Des Weiteren öffnet DiNozzo zum Ende der Staffel einen Brief, in dem sich ein weiß-bräunliches Pulver befindet. Später findet man heraus, dass sich DiNozzo dabei mit der Lungenpest infiziert hat. Todd wurde nicht infiziert, spielt jedoch DiNozzo vor, dass sie es wäre. Gibbs und Abby versuchen, ein Gegenmittel zu finden. Letztlich kann DiNozzo gerettet werden, da sich das Bakterium nach mehreren Stunden von selbst zerstört.
Im Staffelfinale kehrt der Terrorist Ari Haswari zurück, der schon in der ersten Staffel auftrat, und versucht, Gibbs umzubringen. Dies kann jedoch vereitelt werden. Während der Ermittlungen wird Todd von Haswari auf dem Dach eines Lagerhauses aus großer Entfernung erschossen. Die Folge endet damit, dass Todd vor den Augen von Gibbs und DiNozzo stirbt.

### Staffel 3
Die erste Folge der dritten Staffel beginnt mit der Rückblende des Todes von Agent Kate Todd. Die Jagd auf Ari Haswari beginnt und das Team kommt dabei dem Terroristen gefährlich nah. Todd taucht in Erscheinungen der NCIS-Mitglieder auf und macht ihnen klar, dass sie sich keine Vorwürfe machen sollen. Als Haswari im Keller von Gibbs’ Haus droht, diesen zu töten, wird er von seiner Halbschwester Ziva David erschossen. Ziva David ist eine Mossad-Agentin, die zur Unterstützung nach Washington gekommen ist. Anschließend wird sie zur Verbindungsoffizierin für den NCIS.
Der Direktor des NCIS, Thomas Morrow, wechselt als stellv. Direktor zur Homeland Security. Seine Nachfolgerin wird Jenny Shepard, Gibbs’ frühere Partnerin und Romanze. Aufgrund dieser Vergangenheit fällt es ihr oft schwer, Gibbs Befehle zu geben. Dennoch führen sie eine distanzierte Beziehung und verstehen sich gut.
Im Staffelfinale wird Gibbs von einer Explosion schwer verletzt und fällt ins Koma. Nachdem er erwacht, kann er sich an nichts mehr erinnern, was in den letzten 15 Jahren passiert ist. Nur sein Mentor und alter Freund Mike Franks kann ihm helfen, sich wieder zu erinnern. Nachdem Gibbs sein Gedächtnis vollständig zurückbekommen hat, quittiert er den Dienst, geht in Frühpension und geht mit Franks nach Mexiko.

### Staffel 4
Zu Beginn der Staffel verbringt Gibbs seinen Ruhestand in Mexiko, und das NCIS-Team unter der Leitung von DiNozzo muss sich daran gewöhnen, denn das FBI sieht in Ziva David die Hauptverdächtige eines Mordanschlags. David nimmt daraufhin Kontakt mit Gibbs auf. Nachdem Gibbs David geholfen hat, kehrt er wieder nach Mexiko zurück. Doch sein Ruhestand wird kurze Zeit später erneut unterbrochen, da er in einem wiederaufgenommenen Fall gebraucht wird. Danach beschließt Gibbs, zum NCIS zurückzukehren.
Im Verlauf der Staffel nimmt DiNozzo unter der Leitung der Direktorin Jenny Shepard einen Undercoverauftrag an. Er soll eine Beziehung mit Jeanne Benoit, der Tochter des international gesuchten Waffenhändlers René Benoit alias „La Grenouille“ (zu deutsch: „Der Frosch“), beginnen. Während dieses Undercovereinsatzes verliebt sich DiNozzo in Benoit. Die Direktorin plant in der Folge Zum Greifen nah einen Informanten, der etwas über Grenouille weiß, zu treffen. Jedoch wird dieser vor dem Treffen erschossen. Dies ist einer der Gründe, warum sich Shepard immer mehr darauf fixiert, Grenouille zur Strecke zu bringen. Außerdem scheinen Shepard und Grenouille eine gemeinsame Vergangenheit zu haben. Gibbs versucht ohne Erfolg, Shepard zu bremsen und auf den Boden der Tatsachen zurückzuholen.
Das Staffelfinale zeigt DiNozzo und Benoit im Krankenhaus, in welchem sie von einem Drogendealer in der Leichenhalle als Geiseln genommen werden. DiNozzo gelingt es, sich und Benoit zu befreien, wobei er riskiert, seine Tarnung als Undercoveragent auffliegen zu lassen.

### Staffel 5
Dem Zuschauer wird der Eindruck vermittelt, DiNozzo würde mit seinem Auto fahren. Dieses Auto explodiert auf offener Straße. Das NCIS-Team, das die Aktion beobachtet hat, geht zunächst davon aus, dass DiNozzo bei der Explosion getötet wurde. Die ersten Untersuchungen weisen darauf hin, dass tatsächlich DiNozzo in diesem Auto saß. Erst der Gerichtsmediziner Mallard findet bei der Obduktion heraus, dass es sich bei der Leiche nicht um DiNozzo handeln kann. Wenig später taucht DiNozzo im NCIS-Büro wieder auf. Die Jagd auf den Waffenhändler Grenouille beginnt. Er taucht in Shepards Haus auf und bittet um Schutz, der ihm verweigert wird. Am Ende der Folge wird die Leiche von Grenouille im Wasser gezeigt, jedoch erfährt das NCIS-Team zunächst nichts von dessen Tod. Erst in der Folge Lang lebe die Königin ermittelt das FBI innerhalb des NCIS wegen des Mordes an Grenouille. Verdächtigt werden unter anderem die Direktorin, DiNozzo und auch Benoit, die aus Südafrika zurückkehrt. Durch den CIA-Agenten Trent Kort werden die Ermittlungen beendet. Gibbs verdächtigt weiterhin Shepard, da er eine Patronenhülse ihrer Waffe mit dem Ballistikbericht verglichen hat.
Im weiteren Verlauf erfahren die Zuschauer, dass Shepard unheilbar krank ist. In den letzten beiden Folgen der Staffel ermittelt Shepard mit Franks in einem weit zurückliegenden Fall, der sich um den Oshimaida-Code dreht. Nachdem Shepard in einem verlassenen Diner in der Wüste bei einem Schusswechsel getötet wird, nimmt der stellvertretende Direktor des NCIS, Leon Vance, die Ermittlungen auf. Gibbs wird in den Ermittlungen auf Abstand gehalten, nimmt allerdings Kontakt zu Franks auf, der ihn über die Ereignisse informiert. In Shepards Haus wird die Auftragsmörderin von Franks getötet. Um die Leiche verschwinden zu lassen, wird anschließend das Haus in Brand gesteckt. Dies wird später genutzt, um vorzutäuschen, dass Jenny Shepard in ihrem Haus umgekommen sei. Die wahren Ereignisse werden geheim gehalten. Zum Ende der Folge wird Leon Vance zum neuen Direktor des NCIS und versetzt DiNozzo, David und McGee auf neue Positionen. Gibbs erhält ein neues Team.

### Staffel 6
Nachdem alle Mitglieder aus Gibbs’ Team versetzt wurden, muss Gibbs sein neues Team, bestehend aus Keating, Lee und Langer, einarbeiten. Er erfährt, dass einer dieser Mitarbeiter den NCIS ausspioniert. Dies war der Grund für die Auflösung von Gibbs’ Team. Nachdem Keating verdächtigt und verhört wird, erschießt Lee Agent Langer, der ehemals beim FBI arbeitete. Direktor Leon Vance denkt, der Fall sei abgeschlossen, doch Gibbs zweifelt. Er bekommt sein altes Team zurück. Im weiteren Verlauf der Staffel stellt sich heraus, dass Lee, die erpresst wird, die eigentliche Spionin ist. Schließlich wird Lee in einem Schusswechsel zwischen dem Erpresser und Gibbs erschossen. Während der Staffel baut David eine Beziehung mit dem Mossadagenten Michael auf. DiNozzo steht der Beziehung skeptisch gegenüber, er befürchtet, dass Michael David ausnutzt. David glaubt, dass DiNozzo aus Eifersucht so handelt, ihr Vertrauen in Michael bleibt ungebrochen. In der vorletzten Folge der Staffel kommt heraus, dass Michael tatsächlich für den Mossad in Amerika spioniert, wobei er unbeabsichtigterweise einen Agenten des Heimatschutzes tötet. DiNozzo geht daraufhin zu Michael, der sich in Davids Wohnung aufhält, und fordert ihn auf, das Land zu verlassen. Daraufhin greift Michael DiNozzo an und bricht ihm den Arm. In einem harten Kampf kann DiNozzo ihn schließlich erschießen. David glaubt DiNozzo nicht, dass er Michael aus Notwehr erschossen hat. Sie unterstellt ihm, Michael aus einem Gefühl der Eifersucht erschossen zu haben. In der letzten Folge wird DiNozzo in Israel von Davids Vater, dem Leiter des Mossads, zum Tode Michaels verhört. DiNozzo provoziert ihn zu der Aussage, dass Michael in seinem Auftrag gehandelt hat. Dennoch entscheidet sich David, den NCIS zu verlassen und wieder beim Mossad zu arbeiten.

### Staffel 7
Zu Beginn der siebten Staffel wird Ziva David in Afrika von Terroristen gefangen gehalten. Gibbs, DiNozzo und McGee sind dabei, David zu befreien und sie zurück nach Washington, D.C. zu bringen. Damit dies gelingt, lassen sich DiNozzo und McGee absichtlich gefangen nehmen. Infolge der Rettung steigt David beim Mossad aus und kehrt zum NCIS zurück. Dort wird sie zunächst unter Beobachtung gestellt und darf nicht direkt mit dem Team zusammenarbeiten. Als das Vertrauen wiederhergestellt ist, wird sie Staatsbürgerin der Vereinigten Staaten und legt im Staffelfinale ihre Vereidigung ab.
Des Weiteren lernt das NCIS-Team den Vater von DiNozzo kennen. Es wird das Verhältnis zwischen Vater und Sohn genauer dargestellt und verdeutlicht. Außerdem erscheint der Vater von Gibbs wieder, der ihn zu Weihnachten besucht. Zudem wird Gibbs in dieser Staffel mit einem Fall, in dem seine Schwiegermutter, die Mutter seiner verstorbenen Frau Shannon, eine Rolle spielt, konfrontiert.
Außerdem bietet die Staffel einen neuen Handlungsraum rund um das Drogenkartell, wobei Gibbs mit seiner Vergangenheit konfrontiert wird. Abby spielt hier eine große Rolle für die Enthüllung von Gibbs’ Geheimnis.

### Staffel 8
Nachdem Gibbs am Ende der siebten Staffel aus Mexiko zurückkommt, besucht die Chefin des Drogenkartells, Paloma Reynosa, Gibbs’ Vater. Dieser ist aber auf den Besuch vorbereitet. Nach dem Anschlag bringt Gibbs seinen Vater außer Gefahr. Franks kommt ihm später zu Hilfe. Nach der aus Rache getriebenen Jagd wird die Chefin des Kartells erschossen, allerdings nicht durch Gibbs oder Franks, sondern durch ihren eigenen Bruder Alejandro Rivera, was aber nicht geplant war. Dieser wird daraufhin von Gibbs festgenommen. Gibbs’ Team bekommt im Verlauf der Staffel den Auftrag, Davids Vater, den Direktor des Mossad, zu schützen. Dabei kommt es zu einem Hinterhalt, bei dem der Direktor des NCIS, Leon Vance, verletzt wird und ins Krankenhaus kommt. In verschiedenen Rückblenden wird mehr und mehr von seiner Vergangenheit ans Licht gebracht, u. a. wie er zum NCIS kam und wie er und Gibbs sich zum ersten Mal trafen. Von DiNozzo erfährt man zum ersten Mal etwas über seine Zeit beim Baltimore Police Department. Außerdem wird das Verhältnis zwischen Ziva und ihrem Vater mehr thematisiert. In der Staffel wird zudem auch ein neues NCIS-Team unter der Leitung von Special Agent E. J. Barrett eingeführt. Von beiden NCIS-Teams wird der sogenannte Hafenmörder (Port-to-Port-Killer) gejagt. Dieser wurde vor Jahren von Leon Vance, Trent Kort und dem aktuellen SECNAV in einer Geheimmission zu einem Auftragskiller ausgebildet und sinnt auf Rache. So tötet er im Staffelfinale Gibbs’ Freund und Mentor, Mike Franks. Barrett wird vom Hafenmörder entführt, da sie die Nichte des SECNAV ist. Nach ihrer Befreiung und dem Tod des Hafenmörders tritt der SECNAV zurück. Der neue SECNAV erteilt Tony einen Geheimauftrag, einen Insider aufzuspüren, der Geheimmaterial verkauft.

### Staffel 9
Zu Beginn der neunten Staffel wird die Zeit zwischen Ende der achten und Beginn der neunten Staffel aus Sicht von DiNozzo zusammengefasst: Er war auf einer Geheimmission, die er vom neuen SECNAV erhalten hatte. Dabei wurde ein weiteres Mitglied aus E. J. Barretts Team getötet. Barrett selbst tauchte unter.
Im weiteren Verlauf der Staffel wird erneut die Vergangenheit von Gibbs durchleuchtet. Hierbei werden besonders seine erste und verstorbene Frau und Tochter thematisiert. Zudem reist Gibbs nach Afghanistan. Gibbs und sein Team jagen am Ende der Staffel über einige Episoden den Terroristen Harper Dearing. Dieser hat mehrere Anschläge auf Schiffe der Navy verübt und später eine Bombe in das Auto von Director Vance eingebaut. Diese explodiert später direkt vor dem Hauptgebäude des NCIS. Diese Szene und die folgende, in der Dr. Mallard telefonisch von dem Bombenanschlag erfährt und daraufhin einen Herzinfarkt erleidet, sind der Cliffhanger zur nächsten Staffel.

### Staffel 10
Staffel zehn setzt am Ende der vorherigen Staffel an. Dr. Mallard überlebt seinen Herzinfarkt und liegt nun im Krankenhaus. Durch die Explosion vor dem NCIS-Hauptquartier wurden viele Agenten verletzt oder getötet. Es kommen jedoch keine für die Handlung bedeutenden Personen ums Leben. Ziva und Tony überleben, da sie im Fahrstuhl stecken geblieben sind, als die Bombe hochging. Sie hatten eine lange Zeit zu überbrücken, von der man jedoch nicht alles erfährt. Die Jagd nach dem Terroristen Harper Dearing geht weiter. Nachdem schließlich eine FBI-Aktion, Dearing zu töten, scheitert, begibt sich Gibbs allein auf die Suche nach Dearing und findet ihn in dem Haus, in dem Evan geboren wurde. Nachdem Dearing Gibbs seine Gründe erläutert und erklärt hat, dass er ihn erwartete, greift er nach einer Waffe und wird von Gibbs erstochen.
In der Doppelfolge Shabbat Shalom und Shiva kommt Eli David unter dem Vorwand, seine Tochter Ziva besuchen zu wollen, nach Washington D.C. In Wahrheit hat er jedoch ein geheimes Treffen mit dem Chef des iranischen Geheimdienstes Arash Kazmi, einem Freund aus seiner Jugend, arrangiert, um Frieden zwischen Palästina/Iran und Irak zu wahren. Eli David stirbt zusammen mit Director Vances Frau Jackie bei einem Anschlag auf Vances Haus. Verantwortlich dafür ist Ilan Bodnar, Davids Stellvertreter und potentieller Nachfolger beim Mossad, der versucht den Frieden zu verhindern. Bodnar, der ebenfalls in Washington ist, gelingt die Flucht. In der letzten Szene der zweiten Folge wird Kazmi durch eine Autobombe getötet.
Später tötet Ziva Ilan Bodnar, was zu Ermittlungen durch das DoD führt. Dadurch wird Gibbs’ Vergangenheit erneut angesprochen, was zur Folge hat, dass Ermittlungen gegen ihn eingeleitet werden. Der frühere Judge Advocate General A. J. Chegwidden übernimmt seine Verteidigung. Letztlich kommt es dazu, dass Tony, Tim und Ziva ihre Dienstmarken abgeben und den Dienst beim NCIS quittieren. Gibbs befindet sich vier Monate später an einem Gewehr und zielt damit auf T. C. Fornell, seinen besten Freund vom FBI.

### Staffel 11
Am Beginn der 11. Staffel verlässt Ziva David (gespielt von Coté de Pablo) die Serie. Nach einem sehr dramatischen Abschied von Ziva fliegt Tony alleine zurück nach Washington, nachdem er am Ende der 10. Staffel nach Israel gereist war, um Ziva zu suchen. In Washington wird der neue SecNav mittels eines verwanzten Kugelschreibers abgehört und das Team kommt somit erstmals in Kontakt mit Eleanor Bishop (gespielt von Emily Wickersham), da diese einen Bericht über diese Methode des Abhörens geschrieben hat. In der Folge Tod aus der Luft wird McGees Freundin Delilah bei einem Bombenattentat auf der Conrad-Gala schwer verletzt und muss nun den Rest ihres Lebens im Rollstuhl verbringen. Da Bishop die Person ist, die am meisten über den Attentäter Parsa weiß, hilft sie dem Team ihn zu stellen. Als ihr das gelingt, wird sie ein fixes Mitglied des Teams. In den Folgen New Orleans 1 und New Orleans 2 wird ein neues NCIS-Team vorgestellt, zu dem auch Special Agent Dwayne King Pride gehört, der gemeinsam mit Gibbs und drei anderen Agenten zu den Fed. Five gehört hat. Die Staffel 11 endet mit der Folge Jackson, in der Gibbs’ Vater beerdigt wird. Dabei trifft Gibbs auf alte Bekannte und es wird des Darstellers Ralph Waite gedacht.

### Staffel 12
Zu Beginn der 12. Staffel erhalten Gibbs und McGee in der Folge Die Nadel im Heuhaufen den Auftrag, nach Moskau zu fliegen, um dort den NCIS IT-Fachmann Kevin Hussein vor Terroristen zu schützen und ihn nach Hause zu bringen. Bei ihrem Rückflug werden sie von dem Terroristen Sergei Mishnev angeschossen und ihr Helikopter stürzt über den russischen Wäldern ab. Weiterhin stellt sich heraus, dass Mishnev den NCIS mit einem Virus infiltriert hat. Gibbs trifft ihn mit seiner Waffe, woraufhin Mishnev allem Anschein nach tot ist.
In Die falsche Wahl stößt Ducky über einen Mordfall zu seiner alten Freundin Maggie in London, die er in den siebziger Jahren wegen eines Streits mit ihrem gemeinsamen besten Freund Angus verlassen hat. Nachdem Angus vom selben Mörder umgebracht wurde, den auch der NCIS in Washington sucht, finden Ducky und Maggie wieder zueinander und es kommt zu einem romantischen Gespräch.
Nach der Weihnachtsfolge Krampus, in welcher McGee Abschied von seinem Vater nimmt, der an den Folgen seiner Krebserkrankung verstorben ist, trifft Gibbs in Schach auf seine beiden Ex-Frauen Diane und Rebecca. Sergei Mishnev hat, anders als erwartet, überlebt und es auf alle wichtigen Menschen in Gibbs’ Leben abgesehen. Aus diesem Grund erschießt er Diane. Gibbs hat ein weiteres Mal die Gelegenheit, Mishnev umzubringen, ihm gelingt es jedoch wieder nicht. Nachdem Palmer und seine Frau Breena die Geburt ihrer Tochter Victoria Elizabeth feiern konnten und in Der Mentor ein Rückblick aus Tonys Jugend gezeigt worden ist, kann sich Fornell für den Mord an Diane rächen, mit der er trotz der Scheidung vor einigen Jahren wieder zusammen gewesen ist, und mit Gibbs’ Hilfe Sergei Mishnev erschießen. Nun wird auch klar, warum der Terrorist es auf Gibbs abgesehen hatte: Er wollte Rache für den Tod seines Halbbruders Ari Haswari, der in der 3. Staffel nicht zuletzt wegen Gibbs von Ziva David erschossen wurde.
Zum Ende der Staffel verfolgt das NCIS-Team und Special Agent Gibbs die Terrorzelle Der Ruf, die Kinder zu ihren Zwecken einsetzt. Der langjährige Agent Dorneget stirbt bei den Ermittlungen gegen die gefährliche Terrorgruppe. Seine Mutter, die CIA Agentin Joanne Teague (gespielt von Mimi Rogers), reist daraufhin an und trägt maßgeblich zur Verfolgung von Der Ruf bei. Gibbs ist nicht im Stande, zu verstehen, wie unschuldige Kinder zu Kindern des Krieges werden können, so auch der Titel der letzten Folge. Er versucht immer wieder Vertrauen zu einem Jungen namens Luke aufzubauen, gerät jedoch am Ende in dessen Schusslinie und wird von den Kugeln aus Lukes Waffe getroffen.

### Staffel 13
Staffel 13 setzt an der Handlung um Der Ruf an. Gibbs wird in einer OP durch den Chirurgen Cyril Taft das Leben gerettet. Das Trauma belastet ihn aber später weiter, so dass es sich physisch manifestiert, wodurch der sonst kerngesunde Gibbs sich genötigt sieht sich Cyril Taft anzuvertrauen.
Zur Mitte der Staffel beginnt Eleanor Bishops Ehe zu kriseln, da ihr Mann eine Affäre hatte. Auch das Privatleben von Ducky rückt in Folge 11 ins Rampenlicht. Man erfährt von seiner Vergangenheit in England und von seinem tot-geglaubten Halbbruder Nicholas.
Am Ende der Staffel verlässt DiNozzo das Team, da er sich um seine Tochter Tali kümmern muss, deren Mutter Ziva am Ende der Staffel scheinbar getötet wurde. Auch Fornell wurde bei dem Fall, der MI6, CIA, FBI und NCIS beschäftigt, schwer verletzt.

### Staffel 14
Am Anfang von Staffel 14 stoßen Nick Torres und Alex Quinn zum Team. Tobias Fornell ist während der ganzen Staffel bei Gibbs zuhause infolge seiner Schusswunden am Ende von Staffel 13.
Zum Ende der Staffel leiten Gibbs, McGee und Torres eine Rettungsmission für zwei Navy-Soldaten in Paraguay. Die Rettungsmission, bei denen auch Kinder gerettet werden, wird erfolgreich durchgeführt und der ARC wird fast besiegt. Gibbs und McGee bleiben zurück, damit die Anderen fliehen können. Dies dient als Cliffhanger zu Staffel 15.

### Staffel 15
Staffel 15 greift das Ende der vorangegangenen Staffel auf, McGee und Gibbs sind in Gefangenschaft in Paraguay, während die Befreiten rund um Torres fliehen können. Einige Zeit später gelingt es dem Team, beide zu befreien.
In der Mitte der Staffel stößt Jack Sloane auf das Team und arbeitet als Psychologin.
Am Ende der Staffel verlässt Abby das Team, da Clayton Reeves erschossen wurde. Beide waren gemeinsam essen und sind danach gezielt überfallen worden, da ein Gefangener sich an Abby rächen wollte, da diese für seine Gefangenschaft verantwortlich ist.
In der letzten Folge wird Director Vance gefangen genommen. Dies geschieht durch einen Kriegsverbrecher, dessen Lager von Vance zerstört wurde. Bei dieser Befreiungsaktion, als das Lager vernichtet wurde, wurde auch Sloane befreit. Das ist zugleich als Cliffhanger für Staffel 16 zu sehen.

### Staffel 16
Staffel 16 greift das Ende der vorangegangenen Staffel auf.
In der Mitte der Staffel stößt Bishop auf die Information, dass Ziva noch lebt. In der letzten Folge taucht Ziva plötzlich in Gibbs’ Keller auf.

### Staffel 17
In den ersten beiden Folgen jagen Gibbs und Ziva eine Frau namens Sahar und töten sie vermeintlich. Danach taucht Ziva wieder unter.
In der Mitte der Staffel steht Ziva erneut auf dem Plan und konfrontiert das Team damit, dass Sahar noch lebt. Es stellt sich heraus, dass die genannte Frau die Nachbarin von Gibbs ist, der sie später tötet.
Die Staffel endet nach 20 Folgen ohne den obligatorischen Cliffhanger.

### Staffel 18
In der ersten Folge und über mehrere Folgen der Staffel hinweg versuchen Gibbs und Fornell den Verantwortlichen zu finden, der Fornells Tochter Drogen verabreicht hat; jene verstirbt im Laufe der Staffel.
Zwischenzeitlich wird bekannt, wie sich Gibbs und Ducky kennenlernten, als eine Leiche im Keller des Navyyards auftaucht. Der Verantwortliche kann gefunden werden.
In der achten Folge führt ein Fall das Team nach Afghanistan, als Sloane von der Vergangenheit eingeholt wird. Am Ende der Folge verabschiedet sie sich vom Team, um die Möglichkeiten für Bildung von Frauen zu verbessern.
Später wird Gibbs von Vance suspendiert, als ersterer einem Täter gegenüber ziemlich handgreiflich wird und diesen fast krankenhausreif prügelt. Daraufhin übernimmt McGee die Leitung. Gibbs wiederum wird in einem Diner von der Investigativjournalistin Marcie Warren angesprochen und untersucht mit ihr ungeklärte Mordfälle.
Im Staffelfinale wird bekannt, dass Bishop NSA-Akten geleakt hat, weswegen sie sich vom Team verabschiedet. Allerdings spricht sie sich noch mit Torres aus, wobei es zu einem Kuss kommt. Danach spricht sie mit der Agentin Odette, welche ihr eine Undercovermission anbietet, jedoch muss laut ihr noch eine Sache getan werden.
Unterdessen hat Gibbs sein Boot fertiggestellt und es auf den Namen „Rule 91“ getauft.
Als er mit diesem unterwegs ist, explodiert es jedoch urplötzlich.
Kurzzeitig treibt er bewusstlos im Fluss, dann wacht er wieder auf und schwimmt davon. Dies bildet den Cliffhanger zur 19. Staffel.

### Staffel 19
In der ersten Folge der Staffel kann Gibbs sich ans Ufer retten und McGee kontaktieren. Dieser kann Gibbs davon überzeugen, für diesen Fall zurückzukehren. Zeitgleich stößt NCIS-Agentin Jessica Knight zum Team. Knight war zuvor in der Abteilung „Geiselverhandlungen“ des NCIS tätig.
FBI-Agent Alden Parker wurde eingesetzt, um Gibbs zu verhaften.
Gibbs kann Paul LeMir stellen und verhaften, da dieser sein Boot gesprengt hat. Daraufhin reisen Gibbs und McGee nach Alaska, um „Sanova Industries“ daran zu hindern, eine Mine zu eröffnen. Diese Kupfermine würde eine Umweltkatastrophe in Alaska auslösen. „Sanova“ hat jedoch die Berichte manipuliert.
Während der Ermittlungen und einem Gespräch mit seinem ehemaligen Kollegen Fornell kommt Parker zur Erkenntnis, dass man Gibbs trauen kann. Aus diesem Grund verhaftet er ihn nicht und wird dafür von seinem Chef gefeuert.
Nachdem McGee Gibbs in Alaska trifft, beschließt Gibbs in der 4. Folge, in Alaska zu bleiben und nicht mehr zurückzukehren, da er einen inneren Frieden spürt, den er seit Shannons und Kellys Tod nicht mehr gefühlt hat. Daraufhin fliegt McGee zurück, während Gibbs in Alaska bleibt.
Kurz darauf wechselt Parker vom FBI zum NCIS und wird neuer Chef des Teams.

### Staffel 20
Als „Neuling“ im Team muss sich Parker zunächst den Respekt des Teams erarbeiten. Dabei geht er sehr feinsinnig aber auch durchtrieben vor, lässt dem Team viel Freiheit, verwöhnt es mit Freizeit, frühem Feierabend und diversen Leckereien. Das Team reagiert darauf oft argwöhnisch und verwirrt, da dieser Stil sich so grundsätzlich von Gibbs’ Führungsstil unterscheidet, empfindet dies aber recht schnell als angenehm und akzeptiert den neuen Führungsstil und Parker, so dass sie schnell zu einer harmonischen Einheit werden.
In Folge 10 (Wir sind alle Simon Williams) kommt es zu einem erneuten Crossover mit Special Agent in Charge Jane Tennant und Special Agent Jesse Boone vom NCIS: Hawaiʻi die unerwartet im Washingtoner Büro auf das Team warten. Als sie bei dem gemeinsamen Fall des scheinbaren Selbstmordes ihres ehemaligen Professors erscheinen, wird die Leiche schon vom Pathologen Jimmy Palmer abtransportiert. Auf Nachfrage wer dies angeordnet hat, tauchen aus dem Nachbarraum die Agents Callen und Hanna vom NCIS: L.A. auf, die ebenfalls an dem Fall beteiligt sind. Die Folge endet mit einem Cliffhanger, bei der Jane und Jimmy entführt werden. Fortgesetzt wird die Handlung in Episode 10 der 2. Staffel (Wer ist wer?) von NCIS: Hawaiʻi. Im Laufe der Folge zieht der Fall immer weitere Kreise und es stellt sich heraus, dass auf der Gegenseite die CIA involviert ist, die illegalerweise Ermittlungen auf US-Boden anstellt. Die CIA-Aktion wird dabei von einer in Ungnade gefallenen Agentin geführt. Nach einem Feuergefecht wird klar, dass in dem Fall ehemalige Agenten einer im Untergrund agierenden Geheimsparte für regierungsgedeckte Anschläge (Programm: Simon Williams) auf ausländische Diktatoren etc. verwickelt sind. Anhand eines alten Fotos wird klar, dass auch NCIS-Abteilungsleiter Kilbride in Gefahr ist. Die Folge endet erneut mit einem Cliffhanger und Parker fährt mit seinem Team nach L. A. (Episode 14×10, Willkommen in Hollywood), um dort weiterzuermitteln. Agent Torres stößt nun auch dazu. Auf der Suche nach Kilbride wird wiederum Agent Roundtree (NCIS: L. A.) entführt. Direktor Vance versucht derweil auf seinem Weg Hilfestellung zu leisten und Informationen zu erhalten.

### Staffel 21
Das Team löst in der ersten Folge ein Missverständnis auf. Agent Torres hatte fälschlicherweise angenommen, dass seine Schwester einen Mord begangen habe und die Schuld auf sich genommen, um sie zu schützen. In der zweiten Folge verabschiedet sich das Team von Dr. Donald „Ducky“ Mallard, der nach Rückkehr von einer Lesereise Zuhause im Schlaf verstarb. Tatsächlich war der Schauspieler David McCallum im September 2023 verstorben. Die Folge enthält viele Rückblenden zu gemeinsamen Momenten mit Ducky und den einzelnen Teammitgliedern während sie einen Fall lösen, der Ducky kurz vor seinem Tod beschäftigte. Die Titelmelodie ist in dieser Folge ausnahmsweise sehr zurückhaltend und melancholisch gehalten.

## Produktionsweise und Charakteristika

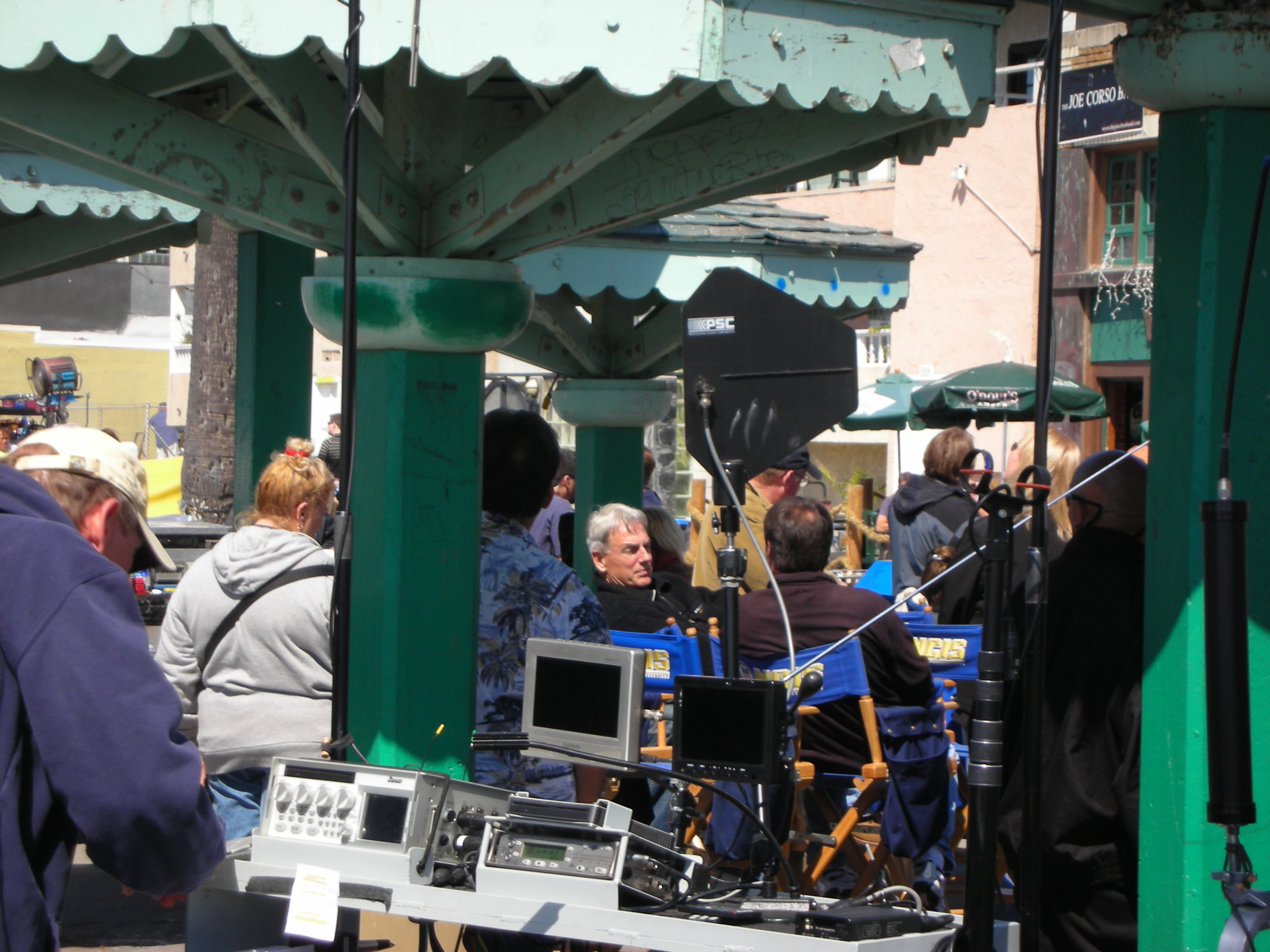
Während der Dreharbeiten am 8. März 2009

Ort der Handlung ist die Stadt Washington, D.C., tatsächlich wird sie jedoch in Valencia, einem Teil der Stadt Santa Clarita (Kalifornien) produziert. Bei Außendrehs werden viele Aufnahmen im südlichen Kalifornien gemacht sowie eher selten in Washington. Für Szenen mit dem NCIS-Hauptquartier wird das NCIS Washington Field Office in der Joint Base Anacostia-Bolling im Anacostia Annex, District of Columbia genutzt.

### Produktionsgeschichte
Donald P. Bellisario, von dem auch JAG und andere bekannte Fernsehserien wie Magnum und Zurück in die Vergangenheit stammen, fungiert zusammen mit Don McGill als Erfinder und Ausführender Produzent.
Donald P. Bellisario gab Anfang Mai 2007 bekannt, ab der fünften Staffel nicht mehr als Produzent von Navy CIS zur Verfügung zu stehen. Er wolle sich künftig neuen Projekten widmen, seine bisherige Aufgabe sollen der bisherige Coproduzent Chas. Floyd Johnson und Chefautor Shane Brennan übernehmen. Dieser Entscheidung vorausgegangen waren Differenzen zwischen Bellisario und Hauptdarsteller Mark Harmon. Harmon hatte sich über die teilweise chaotischen Drehbedingungen beschwert und mit einem Ausstieg aus der Serie gedroht. Trotzdem behielt Donald P. Bellisario den Titel des Executive Producer.

### Namensgebung

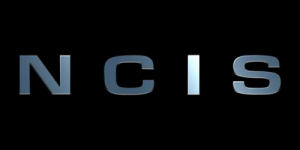
Originallogo der Serie ab Staffel 2

Der Produzent Donald P. Bellisario entschied sich zu Beginn der Serie für die Titelbezeichnung Navy NCIS, um eine Verwechslung mit der populären Serie CSI zu vermeiden. Eine Anspielung auf dieses Thema findet man in der ersten Episode Air Force One. Nach der Etablierung der Serie schien eine Verwechslungsgefahr weniger wahrscheinlich, sodass ab der zweiten Staffel der Titel in den ursprünglich vorgesehenen Namen NCIS geändert werden konnte. Sat.1 wählte dagegen mit Navy CIS eine komplett neue und grammatikalisch falsche Variante (korrekt heißt es Naval CIS) als Titel.

### Autorenstreik
Von November 2007 bis Februar 2008 brachte ein Autorenstreik in den USA die Produktion von NCIS in der Mitte der fünften Staffel zum Stillstand. Die Drehbuchautoren legten die Arbeit nieder, um so einen neuen Vertrag zu erreichen. Auch NCIS Executive Producer Shane Brennan gehörte zu den Streikenden. Die Produktionsfirma Belisarius Productions in Zusammenarbeit mit Paramount Network Television hatte ursprünglich 24 Episoden der fünften Staffel bestellt. Bis zum Ende des Streiks wurden elf Episoden gedreht. Nach Ende des Autorenstreiks wurden acht weitere Episoden für die fünfte Staffel produziert. Die sechste Staffel umfasste aufgrund der verkürzten fünften Staffel 25 Episoden.

### Corona-Krise
Aufgrund eines Drehstops wegen der Corona-Pandemie, wurde die Produktion der 17. Staffel von geplanten 24 Folgen auf 20 reduziert. Für die 18. Staffel wurde angekündigt, dass nur 16 Folgen produziert werden. Auch die Produktionen von Navy CIS: L.A. und Navy CIS: New Orleans mussten heruntergefahren werden.

### Episodenaufbau
Die Episode beginnt in der Regel mit der Darstellung eines Verbrechens oder dessen Entdeckung ohne Auftreten der Hauptdarsteller. Danach folgt der Serienvorspann, welcher von Staffel zu Staffel verändert und zum Großteil mit Szenen der aktuellen Staffel versehen wird. Nun treten die Protagonisten der Serie, meist im NCIS-Büro, in Erscheinung. Es wird ein Gesprächsthema, oftmals auf humorvolle Art und Weise, eingeführt, im Verlauf der Episode weiter ausgeführt und zum Ende aufgelöst oder als Spannungselement für weitere Folgen beibehalten. Unvermittelt betritt der „Supervisory Special Agent“ den Raum und setzt das Team über das Verbrechen in Kenntnis. Es folgt die Tatortanalyse, an welcher gewöhnlich alle Agents sowie der Pathologe teilnehmen. Erste Vermutungen werden angestellt und Hintergründe zu den Opfern bekannt. Anschließend beginnt die Ermittlungsarbeit: Es erfolgen die Autopsie, die Untersuchung der Beweismittel durch die Kriminaltechnik im NCIS-Hauptquartier und jeder im Team übernimmt eine Ermittlungsaufgabe bzw. bekommt diese vom Supervisory Special Agent übertragen. Verdächtige werden verhört, Theorien aufgestellt und auf Stichhaltigkeit überprüft. Dabei trägt jeder der Protagonisten zur Aufklärung bei und das Puzzle setzt sich im weiteren Verlauf immer mehr zusammen. Somit kommt es letztendlich, oft durch ein Geständnis, zur Aufklärung des Falles.
Stilprägend ab der zweiten Staffel sind Freeze Frames in schwarz-weiß. Sie zeigen ein Bild – häufig den Gesichtsausdruck eines Hauptcharakters –, das noch folgen wird. Sobald das Bild im Handlungsverlauf gezeigt wird, folgt der nächste Freeze Frame. Der letzte schließt die Episode ab.
Zum Ende jeder Staffel kommt ein Cliffhanger zum Einsatz. Ein zu Beginn der Staffel eingeführtes und immer weiter ausgebautes Thema der Staffel im Stile eines „Roten Fadens“ wird entweder komplett aufgelöst oder in die nächste Staffel übertragen, dann aufgelöst oder fortgeführt. Ist ein Thema zu Ende erzählt, wird oftmals in derselben Episode die Grundlage für ein neues Thema gelegt.

### Stab

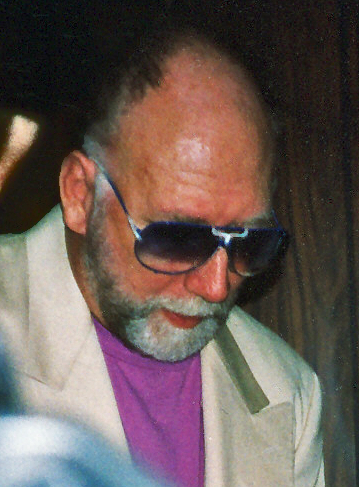
Donald P. Bellisario

Es gab im Laufe der Jahre personelle Veränderungen beim Stab. Die Wichtigsten dabei sind die Drehbuchautoren, die ebenfalls auch Ausführende Produzenten und Produktionsleiter sind oder waren. Folgende Personen waren wesentlich an der Entwicklung der in Navy CIS erzählten Geschichten beteiligt, sowie in Klammern die zu den Episoden gehörigen Staffeln:
| - Donald P. Bellisario (1–4) - John C. Kelley (1–4) - Gil Grant (1–3) | - Jack Bernstein (1–3) - Frank Cardea (1–) - George Schenck (1–) | - David J. North (2–7) - Jesse Stern (2–8) - Shane Brennan (4–) | - Steven D. Binder (4–) - Christopher J. Waild (5–) - Nicole Mirante-Matthews (8–) |

## Besetzung und Synchronisation
Einige Figuren, die schon in JAG mitspielten, tauchen auch in Navy CIS auf. Patrick Labyorteaux spielt seine Rolle als Bud Roberts in der Episoden Sprung in den Tod und Rogue. Auch Alicia Coppola spielt ihre JAG-Rolle als Lieutenant Commander Faith Coleman, die in mehreren Episoden auftaucht. Adam Baldwin verkörperte in beiden Serien die Figur des Commander Michael Rainer. Sean Murray, in Navy CIS bekannt als Special Agent Timothy McGee, spielte in JAG Fähnrich Guitry und den Sohn einer Freundin von Admiral Chegwidden. Abgesehen von Murray, taucht auch Michael Bellisario, bekannt als Mike Roberts, als Assistent Forensic Techniker Charles „Chip“ Sterling in mehreren Folgen auf. Steven Culp, in JAG der CIA-Agent Clayton Webb, spielt in Navy CIS Commander William Skinner. John M. Jackson spielt seine Rolle als AJ Chegwidden am Ende von Staffel zehn.

### Synchronisation
Die deutsche Synchronisation entstand nach einem Dialogbuch von Martina Marx und unter der Dialogregie von Theodor Dopheide durch die Synchronfirma Arena Synchron in Berlin. Im Verlauf der Serie übernahm auch kurzfristig der Synchronsprecher Norman Matt beide Aufgaben.

### Hauptdarsteller

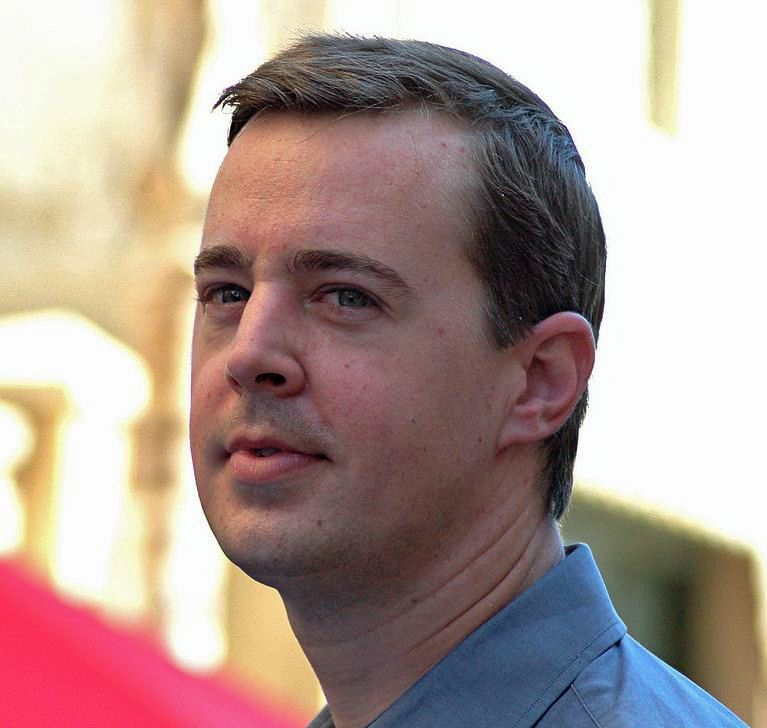
Sean Murray (2012)
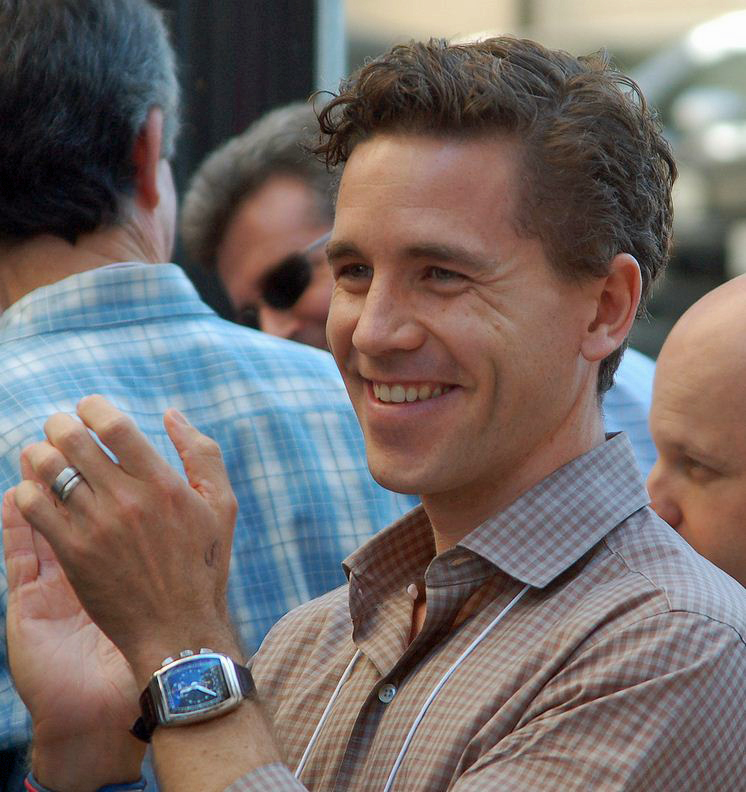
Brian Dietzen (2012)
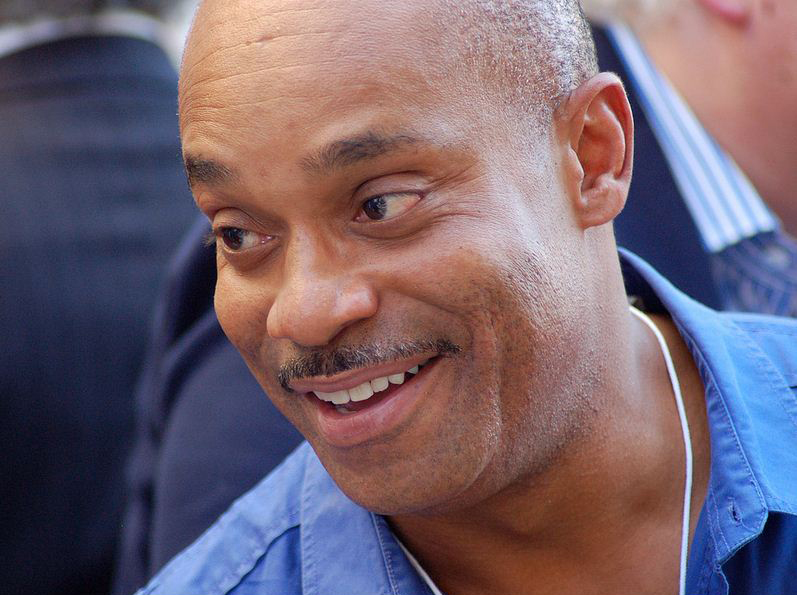
Rocky Carroll (2012)
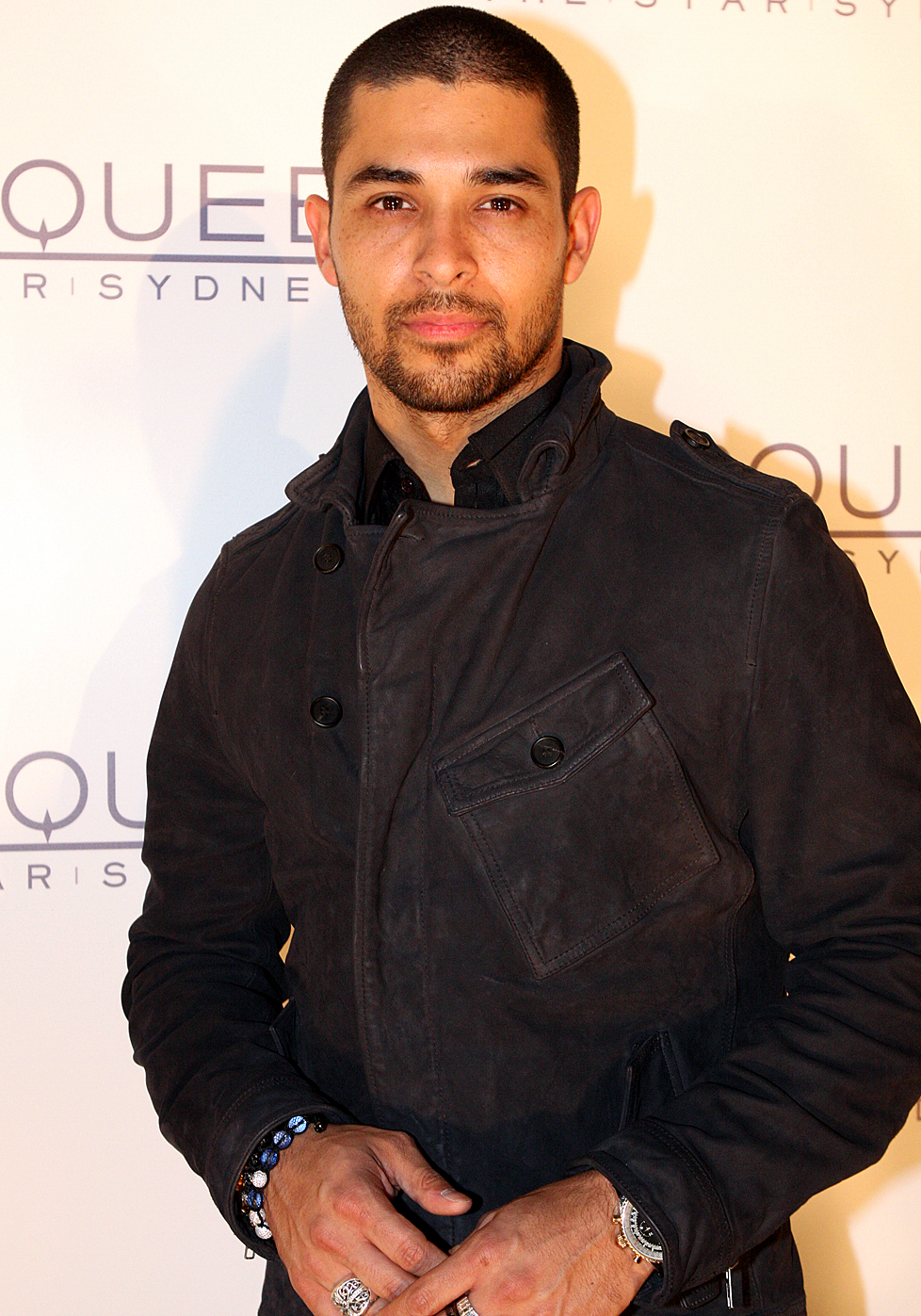
Wilmer Valderrama (2012)
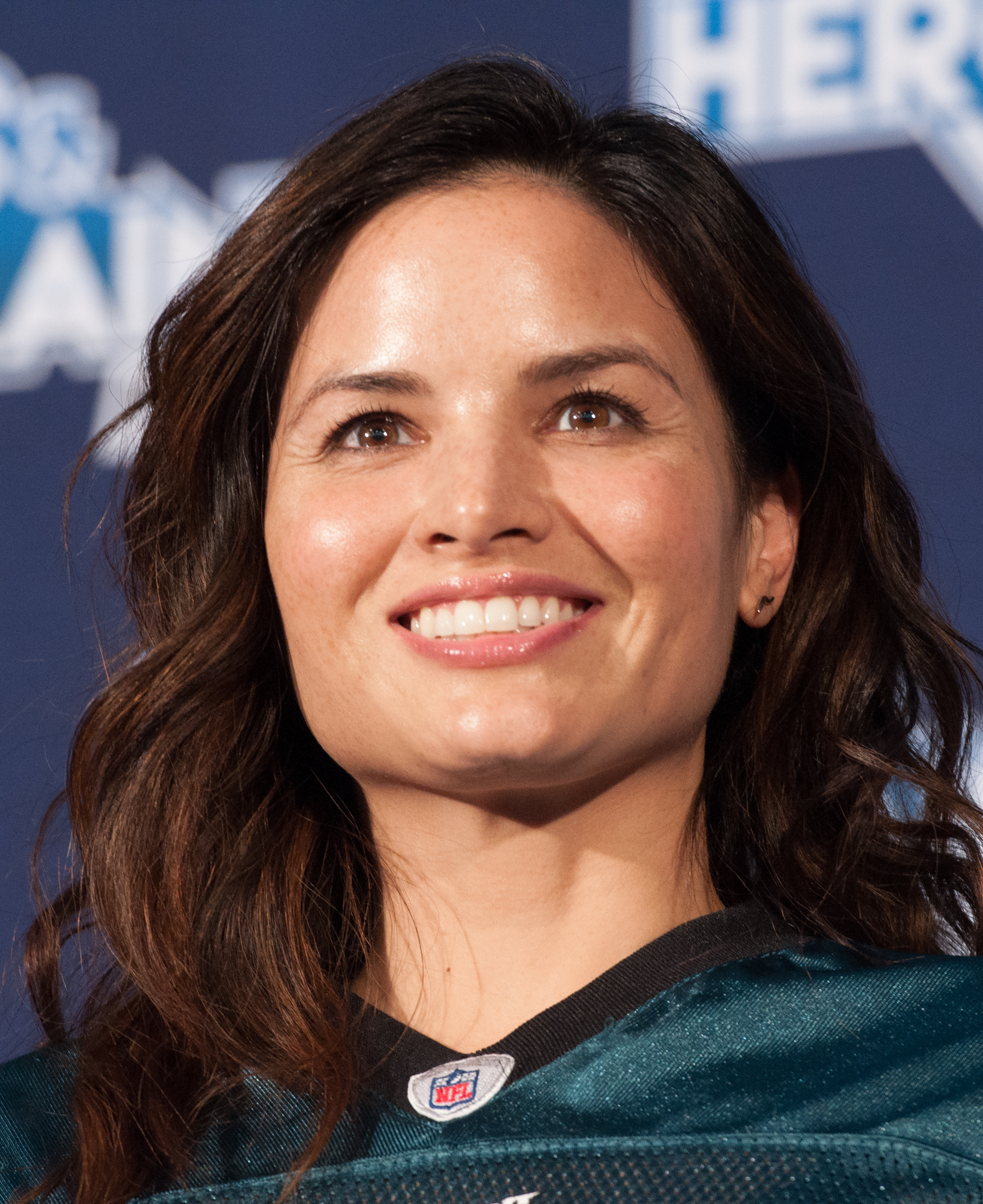
Katrina Law (2017)
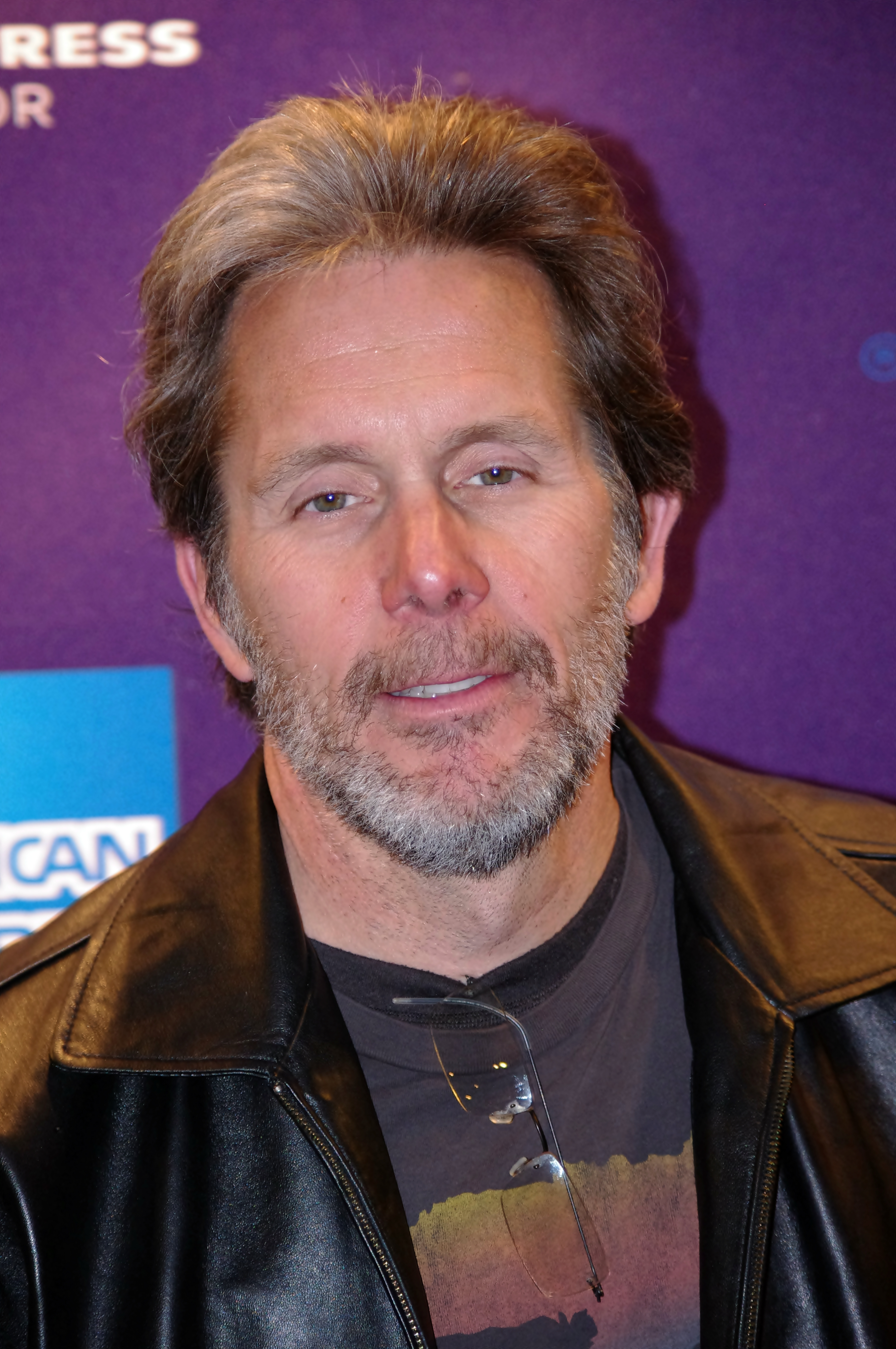
Gary Cole (2011)
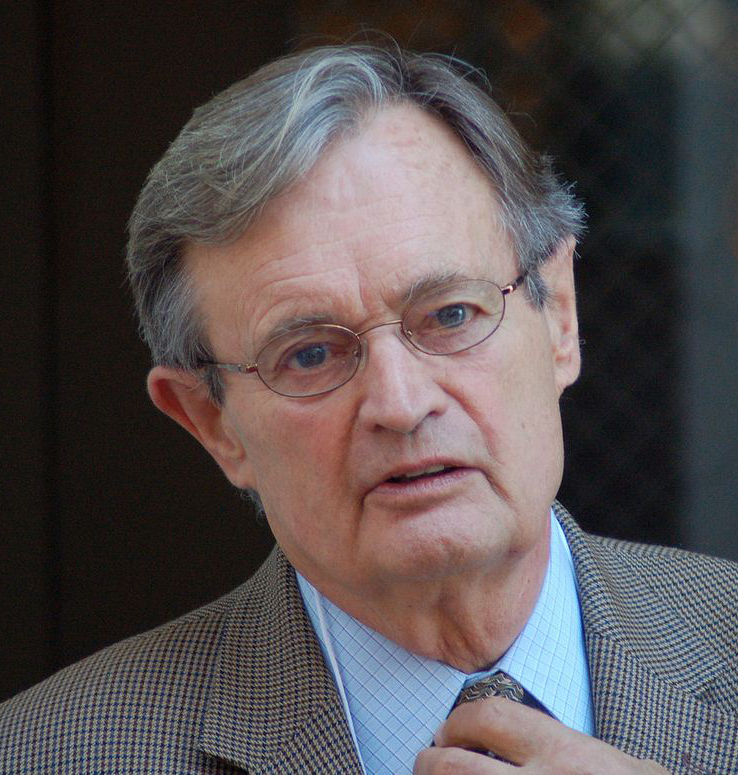
David McCallum (2012)
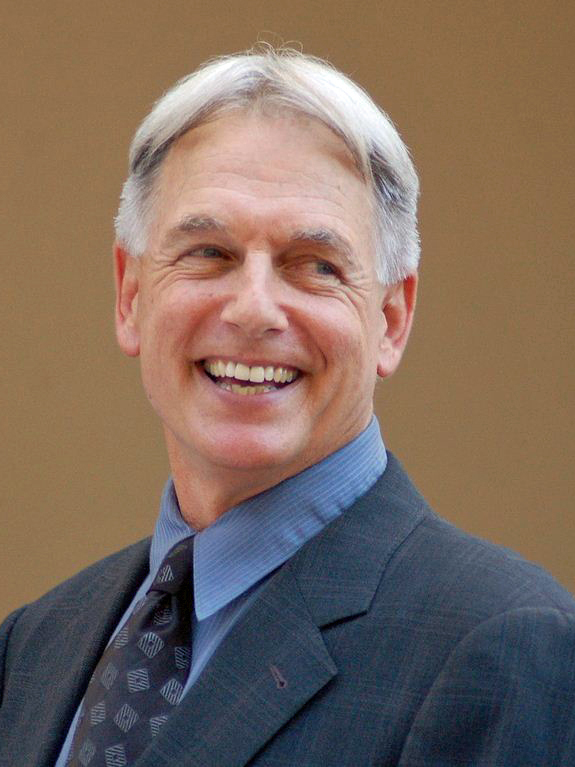
Mark Harmon (2012)
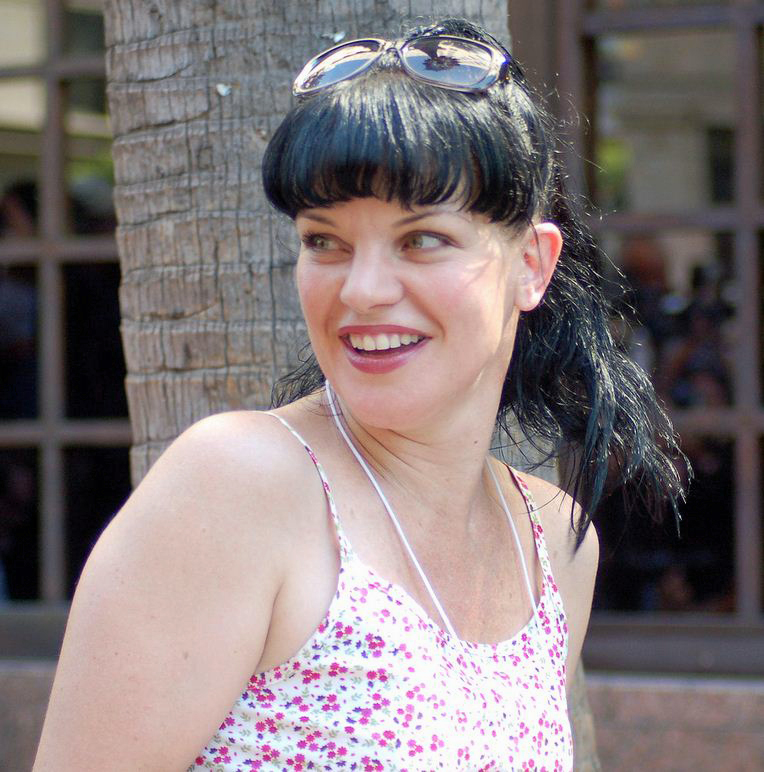
Pauley Perrette (2012)
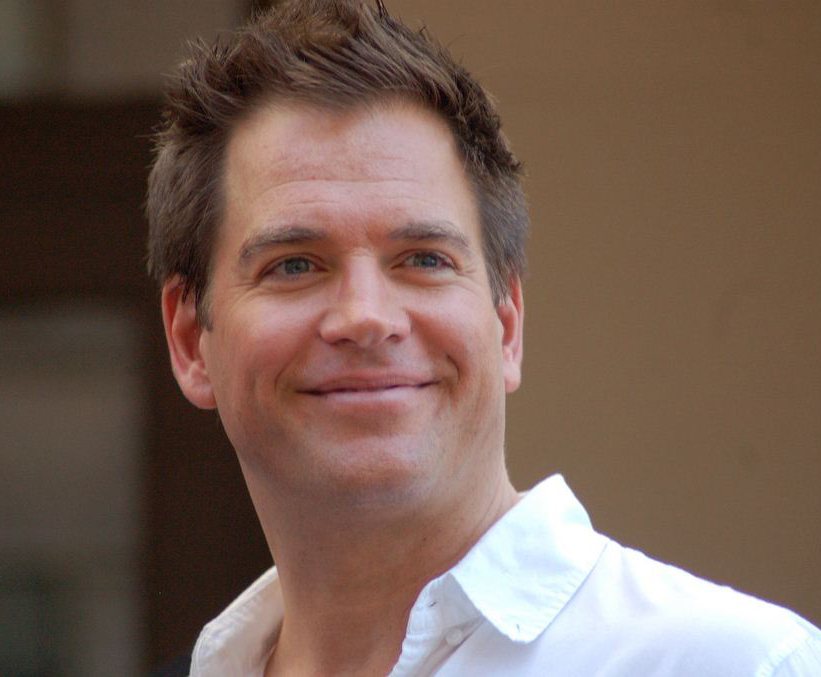
Michael Weatherly (2012)
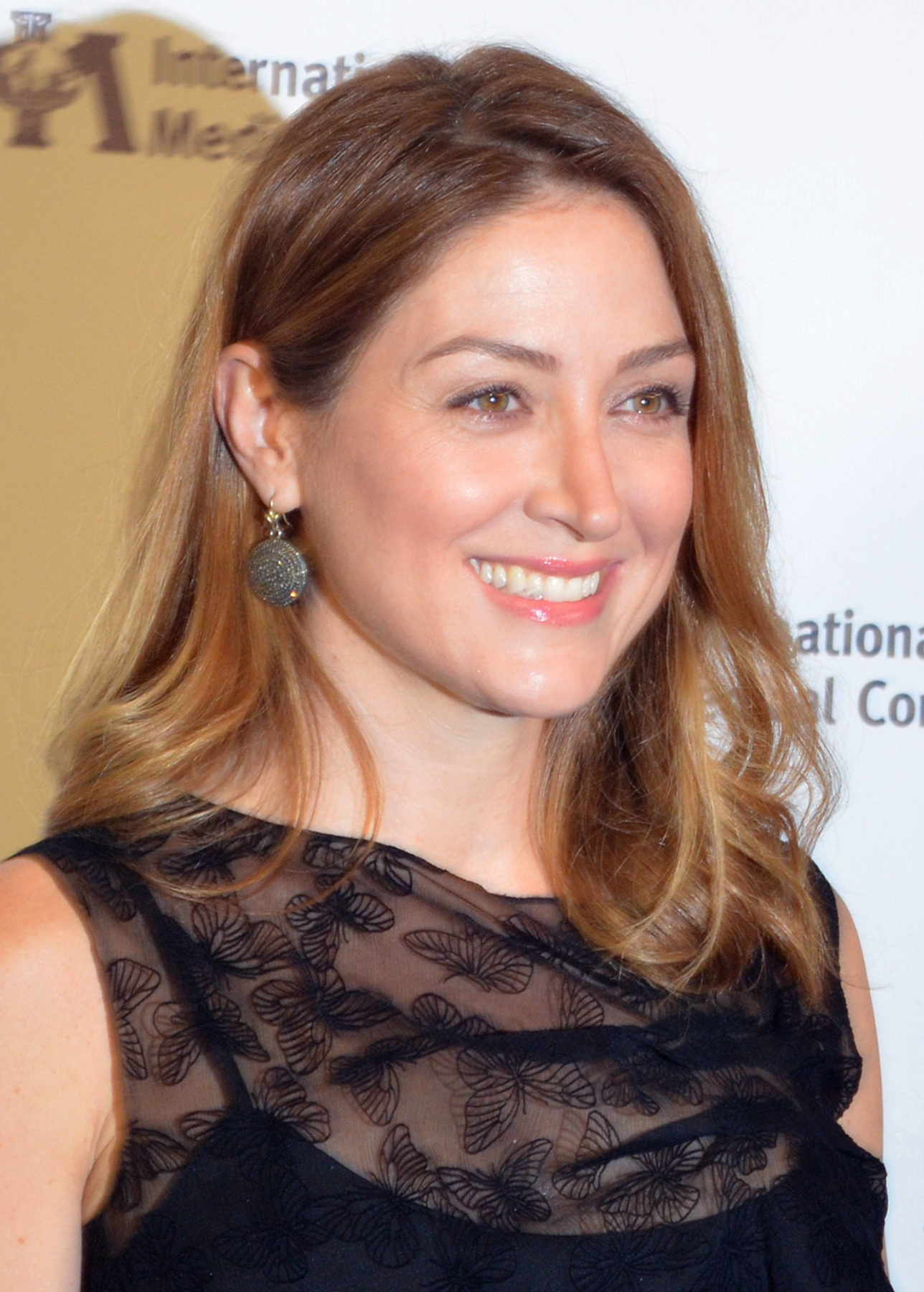
Sasha Alexander (2012)
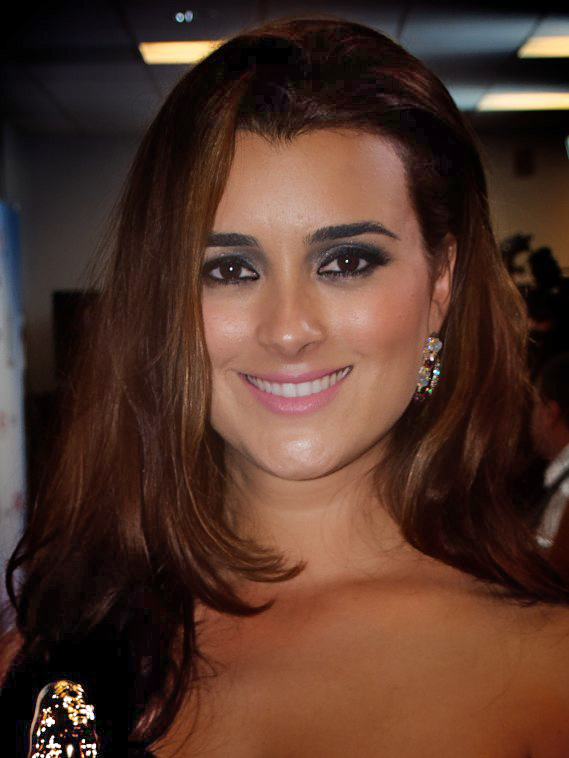
Coté de Pablo (2011)
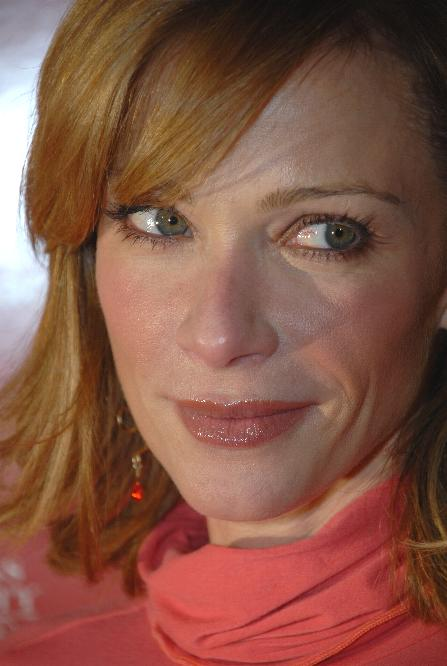
Lauren Holly (2007)
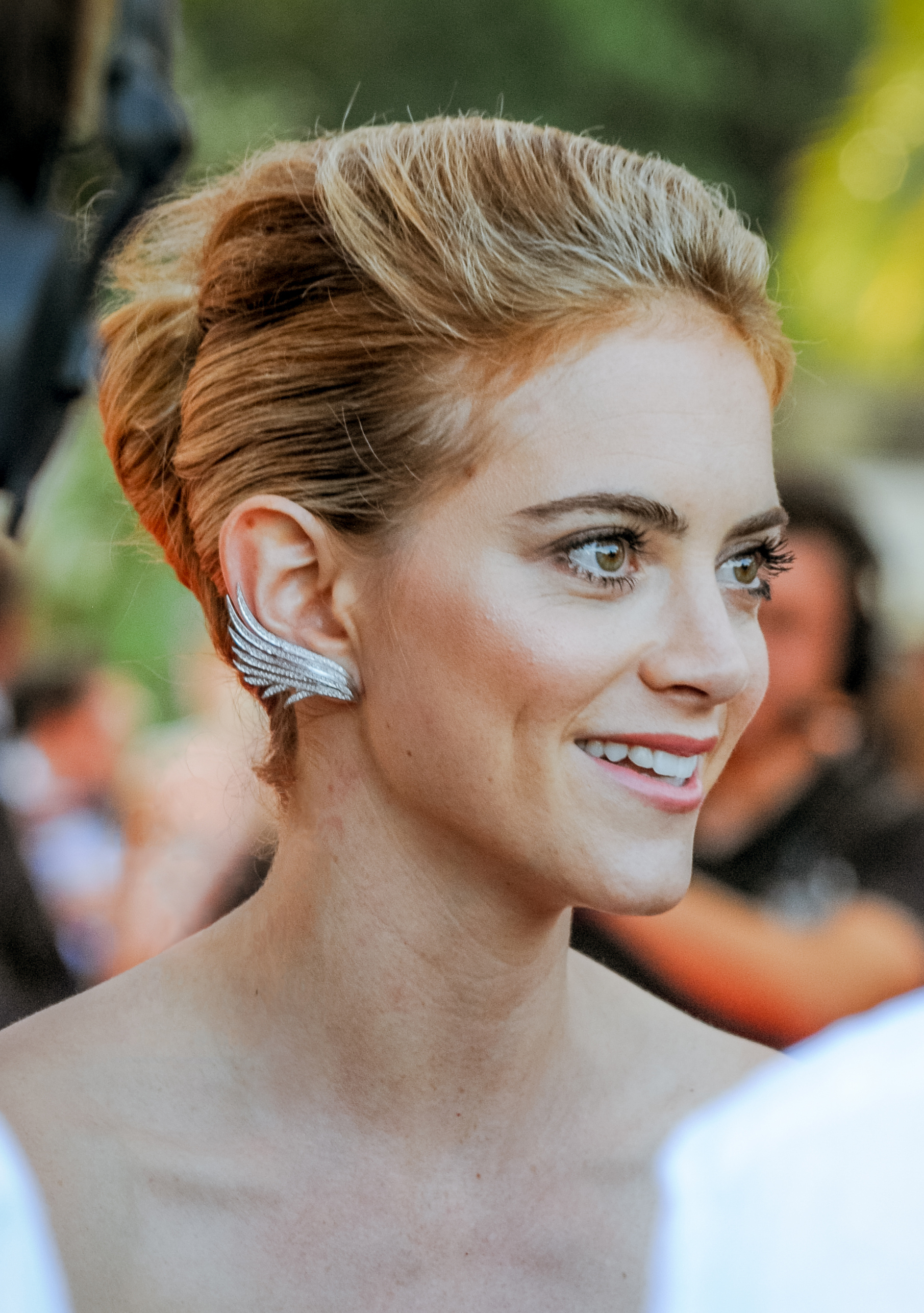
Emily Wickersham (2014)
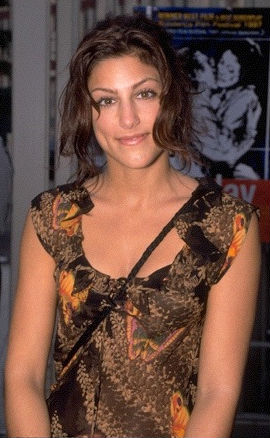
Jennifer Esposito (2008)
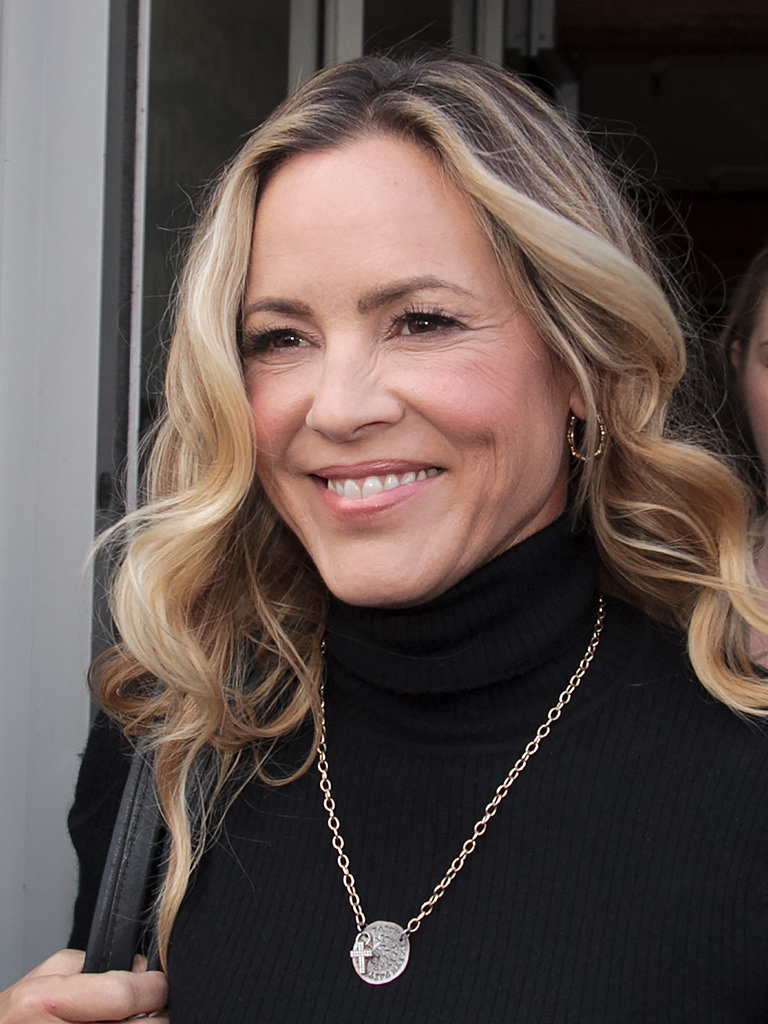
Maria Bello (2016)

| Rollenname                                 | Schauspieler      | Hauptrolle  | Nebenrolle                          | Synchronsprecher                                           |
| ------------------------------------------ | ----------------- | ----------- | ----------------------------------- | ---------------------------------------------------------- |
| Special Agent Timothy „Tim“ Farragut McGee | Sean Murray       | 2.01–       | 1.07, 1.11, 1.18–1.23               | Timm Neu, Marius Clarén                                    |
| Dr. James „Jimmy“ Palmer                   | Brian Dietzen     | 6.01–       | 1.21–5.13                           | Rainer Fritzsche                                           |
| Director Leon Vance                        | Rocky Carroll     | 6.01–       | 5.14–5.15, 5.17, 5.19               | Leon Boden, Wolfgang Wagner                                |
| Special Agent Nicholas „Nick“ Torres       | Wilmer Valderrama | 14.01–      |                                     | Tim Knauer                                                 |
| Kasie Hines                                | Diona Reasonover  | 16.01–      | 15.17–15.24                         | Giovanna Winterfeldt                                       |
| Special Agent Jessica Knight               | Katrina Law       | 19.01–      | 18.15–18.16                         | Sarah Riedel                                               |
| Special Agent Alden Parker                 | Gary Cole         | 19.03–      | 19.02                               | Bernd Vollbrecht                                           |
| Dr. Donald „Ducky“ Horatio Mallard         | David McCallum    | 1.01–20.22  |                                     | Eberhard Prüter, Fred Maire, Peter Groeger, Freimut Götsch |
| Special Agent Leroy Jethro Gibbs           | Mark Harmon       | 1.01–19.04  |                                     | Wolfgang Condrus                                           |
| Abigail „Abby“ Sciuto                      | Pauley Perrette   | 1.01–15.22  |                                     | Antje von der Ahe                                          |
| Special Agent Anthony „Tony“ DiNozzo       | Michael Weatherly | 1.01–13.24  | 21.02                               | Norman Matt                                                |
| Special Agent Caitlin „Kate“ Todd          | Sasha Alexander   | 1.01–2.23   | 3.01–3.02, 9.14, 12.23              | Ghadah Al-Akel                                             |
| Special Agent Ziva David                   | Coté de Pablo     | 3.04–11.02  | 3.01–3.02, 16.24–17.02, 17.10–17.11 | Maria Koschny                                              |
| Director Jennifer „Jenny“ Shepard          | Lauren Holly      | 3.09–5.19   | 3.01–3.08, 9.14, 12.23              | Arianne Borbach                                            |
| Special Agent Eleanor „Ellie“ Bishop       | Emily Wickersham  | 11.12–18.16 | 11.09–11.11                         | Josephine Schmidt                                          |
| Special Agent Alexandra „Alex“ Quinn       | Jennifer Esposito | 14.01–14.24 |                                     | Cathlen Gawlich                                            |
| Clayton Reeves                             | Duane Henry       | 14.05–15.22 | 13.23–13.24                         | Tobias Schmidt                                             |
| Special Agent Jacqueline „Jack“ Sloane     | Maria Bello       | 15.05–18.08 | 15.04                               | Katrin Fröhlich                                            |

Anmerkungen:
1. ↑  Episoden 1–19
2. ↑  seit Episode 20
3. ↑  Hat auch in Staffel 6–9 eine Hauptrolle, wird jedoch nicht im Intro aufgeführt, sondern wird unter „Also Starring“ gelistet. Er wird ab Staffel 10 mit aufgeführt.
4. ↑  Episoden 108–390
5. ↑  seit Episode 391
6. ↑  David McCallum verstarb vor dem Start der Produktion der 21. Staffel, wird aber, um ihm Tribut zu zollen, in den ersten beiden Episoden der 21. Staffel im Intro gezeigt, obwohl er keine Auftritte hat.
7. ↑  Episoden 1–258
8. ↑  Episoden 259–310, 316–398
9. ↑  Episoden 311–315 (wurden von Fred Maire nachsynchronisiert)
10. ↑  Episoden 399–457
11. ↑  Mark Harmon wird trotz seines Ausstiegs nach Folge 19x04 weiter im Intro der 19. Staffel gezeigt.

### Gast- und Nebendarsteller
Zu den wichtigen Gast- und Nebendarstellern mit Auftritten in mehr als einer Episode zählen (zugehörige Staffeln sind in Klammern angegeben):
Ab Staffel 1:
- Joe Spano als Tobias Fornell (1–16, 18–21)
- Alan Dale als Thomas Morrow (1–3, 10–13)
- Rudolf Martin als Ari Haswari (1–3, 9)
- Jessica Steen als Paula Cassidy (1–4)
- Pancho Demmings als Gerald Jackson (1, 3)
- Joel Gretsch als Stan Burley (1, 9–10, 13)

Ab Staffel 2:
- Troian Bellisario als Sarah McGee (2, 4)
- Tamara Taylor als Cassie Yates (2–3)
- Nina Foch als Mrs. Victoria Mallard (2–3)

Ab Staffel 3:
- Michael Bellisario als Charles „Chip“ Sterling (3)
- Muse Watson als Mike Franks (3–16)
- Don Franklin als Ron Sacks (3–4)
- Stephanie Mello als Cynthia Summer (3–5)

Ab Staffel 4:
- Liza Lapira als Michelle Lee (4–6)
- Scottie Thompson als Jeanne Benoit (4–5, 13)
- Susanna Thompson als Hollis Mann (4–5, 11–12)
- David Dayan Fisher als Trent Kort (4–8, 13)
- Armand Assante als René Benoit (4–5)

Ab Staffel 5:
- Susan Kelechi Watson als Nicki Jardine (5)
- Paul Telfer als Damon Werth (5, 7)
- Jonathan LaPaglia als Brent Langer (5–6)
- Jonathan Mangum als Daniel T. Keating (5–6)

Ab Staffel 6:
- Merik Tadros als Michael Rivkin (6)
- Michael Nouri als Eli David (6–8, 10)
- Ralph Waite als Jackson Gibbs (6–11)
- Sean Harmon als Leroy Jethro Gibbs (jung) (6–7, 9, 18)
- Jude Ciccolella als SecNav Phillip Davenport (6, 8)
- Paula Newsome als Jackie Vance (6–10)
- Aviva Farber als Shannon Gibbs (jung) (6–9)
- Arnold Vosloo als Officer Amit Hadar (6–8)
- LL Cool J als Special Agent Sam Hanna (6, 20, 22)
- Chris O’Donnell als Special Agent G. Callen (6, 20)
- Daniela Ruah als Special Agent Kensi Blye (6, 21)
- Barrett Foa als Eric Beale (6)
- Liisa Avestina als Alina Rostoff (6)
- Peter Cambor als Nate Getz (6)

Ab Staffel 7:
- Robert Wagner als Anthony D. DiNozzo Sr. (7–16)
- Rena Sofer als M. Allison Hart (7)
- Dina Meyer als Holly Snow (7)
- Todd Lowe als Chad Dunham (7)
- Marco Sanchez als Alejandro Rivera (7–8, 11, 15)
- Diane Neal als Abigail Borin (7–12)
- T.J. Ramini als Malachi Ben-Gidon (7–8)
- Jacqueline Obradors als Paloma Reynosa (7–8)
- Meredith Eaton als Carol Wilson (7, 9, 11, 19)

Ab Staffel 8:
- Alimi Ballard als Gayne Levin (8)
- David Sullivan als Larry Krone (8)
- Annie Wersching als Gail Walsh (8)
- Sarah Jane Morris als Erica Jane „E.J.“ Barrett (8–9)
- Enrique Murciano als Ray Cruz (8–9)
- Wendy Makkena als Dr. Rachel Cranston (8–9, 11)
- Matt Willig als Simon Cade (8–9)
- Matt Craven als SecNav Clayton Jarvis (8–11)

Ab Staffel 9:
- Daniel Louis Rivas als Kyle Davis, Abby Sciutos leiblicher Bruder (9–10)
- Matt L. Jones als Ned Dorneget (9–12)
- Jamie Lee Curtis als Dr. Samantha Ryan (9)
- Scott Wolf als Jonathan Cole aka Casey Stratton (9)
- Richard Schiff als Harper Dearing (9–10)
- Melinda McGraw als Diane Sterling (9–12)

Ab Staffel 10:
- Greg Germann als NCIS Deputy Director Jerome Craig (10)
- Oded Fehr als Mossad Deputy Director Ilan Bodnar (10)
- Colin Hanks als Richard Parsons (10–11)
- Marina Sirtis als Mossad Director Orli Elbaz (10, 13)

Ab Staffel 11:
- Roma Maffia als Special Agent Vera Strickland (11)
- Costas Mandylor als Tomas Mendez (11)
- Margo Harshman als Delilah Fielding (11–)

Ab Staffel 12:
- Jamie Bamber als NSA Agent Jake Malloy (12–13)
- Adam Campbell als Dr. Donald „Ducky“ Mallard (jung) (12–14, 18)

Ab Staffel 13:
- Jon Cryer als Dr. Cyril Taft (13)
- Laura San Giacomo als Dr. Grace Confalone (13–20, 22)

Ab Staffel 17:
- Mira Furlan als Diana Risi (17)
- Jack Fisher als Phineas (17–18)

Ab Staffel 18:
- Pam Dawber als Marcie Warren (18–19)

Ab Staffel 19:
- Jason Wiles als Paul Lemere (19)
- John Hensley als Phil Hanover (19)
- Valarie Pettiford als Sonia Eberhart (19)
- Vanessa Lachey als Special Agent Jane Tennant (19–21)
- Teri Polo als Vivian Kolchak (19–20)

Ab Staffel 20:
- Jason Antoon als Ernie Malik (20)

## Ausstrahlung
Die Staffeln von Navy CIS umfassen zwischen 23 und 25 Episoden. Aufgrund des Autorenstreiks besteht die fünfte Staffel nur aus 19 Episoden.

### Vereinigte Staaten
| Staffel | Episoden | Premiere      | Finale       | Rang | Reichweite ab 2 J. (Mio.) | Quelle |
| ------- | -------- | ------------- | ------------ | ---- | ------------------------- | ------ |
| 1       | 23       | 23. Sep. 2003 | 25. Mai 2004 | 28   | 11,84                     | [ 24 ] |
| 2       | 23       | 28. Sep. 2004 | 24. Mai 2005 | 22   | 13,57                     | [ 25 ] |
| 3       | 24       | 20. Sep. 2005 | 16. Mai 2006 | 16   | 15,21                     | [ 26 ] |
| 4       | 24       | 19. Sep. 2006 | 22. Mai 2007 | 16   | 13,89                     | [ 27 ] |
| 5       | 19       | 25. Sep. 2007 | 20. Mai 2008 | 15   | 14,53                     | [ 28 ] |
| 6       | 25       | 23. Sep. 2008 | 19. Mai 2009 | 05   | 17,89                     |        |
| 7       | 24       | 22. Sep. 2009 | 25. Mai 2010 | 04   | 19,33                     | [ 29 ] |
| 8       | 24       | 21. Sep. 2010 | 17. Mai 2011 | 05   | 19,46                     | [ 30 ] |
| 9       | 24       | 20. Sep. 2011 | 15. Mai 2012 | 03   | 19,49                     | [ 31 ] |
| 10      | 24       | 25. Sep. 2012 | 14. Mai 2013 | 01   | 21,34                     | [ 32 ] |
| 11      | 24       | 24. Sep. 2013 | 13. Mai 2014 | 03   | 19,77                     | [ 33 ] |
| 12      | 24       | 23. Sep. 2014 | 12. Mai 2015 | 03   | 18,25                     | [ 34 ] |
| 13      | 24       | 22. Sep. 2015 | 17. Mai 2016 |      | 16,61                     |        |
| 14      | 24       | 20. Sep. 2016 | 16. Mai 2017 |      | 14,63                     |        |

In den USA begann die Ausstrahlung der ersten Staffel am 23. September 2003 und endete am 25. Mai 2004. Seitdem wird jährlich im September mit der Erstausstrahlung einer neuen Staffel begonnen, die im darauffolgenden Mai endet. Der übliche Sendeplatz ist der Dienstag um 20:00 Uhr auf CBS. Am 22. September 2009 startete die Ausstrahlung der siebten Staffel in den USA, und sie endet mit dem Staffelfinale „Rule Fifty-One“ am 25. Mai 2010. Die Zuschauerzahlen haben sich nahezu kontinuierlich von Staffel zu Staffel erhöht und seit der 6. Staffel gehört die Serie zu den Top-5 in den Vereinigten Staaten. Die Serie erreichte mit der neunten Staffel den 3. Rang in der Gesamtwertung und hatte damit die meisten Zuschauer seit Beginn der Serie. Am 11. Januar 2011 erreichte die Serie erstmals seit Beginn der Ausstrahlung im Jahr 2003 fast die 22-Millionen-Marke. Damit stellte die Serie einen neuen Rekord auf. Am 1. Februar 2011 stellte die Serie abermals einen neuen Rekord mit 22,85 Millionen Zuschauern auf. Nach dem Erfolg der Folge vom 1. Februar 2011 wurde NCIS am 2. Februar 2011 frühzeitig für eine neunte Staffel verlängert.
Die 200. Folge der Serie wurde am 7. Februar 2012 ausgestrahlt. Knapp einen Monat später gab CBS die Verlängerung um eine zehnte Staffel bekannt, die ab dem 25. September 2012 ausgestrahlt wurde. Frühzeitig während der Ausstrahlung dieser Staffel bestellte CBS Anfang Februar 2013 eine elfte Staffel der Serie, nachdem Mark Harmon seinen Vertrag verlängert hatte. Die zwölfte Staffel wurde ab dem 23. September 2014 ausgestrahlt. Eine 14. und 15. Staffel der Serie wurde durch CBS bestellt. Im April 2018 bestellte CBS eine 16. Staffel, für die Mark Harmon seinen Vertrag wieder für zwei Jahre verlängert hat.

### Deutschland
Die höchste Zuschauerzahl wurde mit 4,50 Mio. Zuschauer am 2. März 2006 auf Sat.1 gemessen.
Es lief die Episode „Todeskuss“ (Staffel 2, Episode 22).
| Staffel | Premiere      | Finale        | Reichweite ab 3 J. (Mio.) | Marktanteil ab 3 J. (%) | Reichweite 14–49 J. (Mio.) | Marktanteil 14–49 J. (%) | Quelle |
| ------- | ------------- | ------------- | ------------------------- | ----------------------- | -------------------------- | ------------------------ | ------ |
| 1       | 17. März 2005 | 25. Aug. 2005 | 2,48                      | 08,9                    | 1,49                       | 12,8                     | [ 43 ] |
| 2       | 1. Sep. 2005  | 9. März 2006  | 3,11                      | 10,1                    | 2,07                       | 15,7                     | [ 43 ] |
| 3       | 16. März 2006 | 7. Jan. 2007  | 3,60                      | 10,0                    | 2,50                       | 17,3                     | [ 43 ] |
| 4       | 4. März 2007  | 11. Nov. 2007 | 3,57                      | 10,5                    | 2,40                       | 17,0                     | [ 43 ] |
| 5       | 2. März 2008  | 19. Okt. 2008 | 3,49                      | 10,5                    | 2,36                       | 16,7                     | [ 43 ] |
| 6       | 1. März 2009  | 15. Nov. 2009 | 3,73                      | 11,0                    | 2,46                       | 17,3                     | [ 44 ] |
| 7       | 28. Feb. 2010 | 31. Okt. 2010 | 3,79                      | 10,8                    | 2,41                       | 16,4                     | [ 45 ] |
| 8       | 13. Feb. 2011 | 13. Nov. 2011 | 3,65                      | 10,2                    | 2,15                       | 14,5                     | [ 46 ] |
| 9       | 29. Jan. 2012 | 28. Okt. 2012 | 3,68                      | 10,3                    | 2,11                       | 14,3                     | [ 47 ] |
| 10      | 6. Jan. 2013  | 20. Okt. 2013 | 3,82                      |                         |                            | 14,9                     | [ 48 ] |
| 11      | 5. Jan. 2014  | 19. Okt. 2014 | 3,54                      | 9,9                     | 1,89                       | 13,6                     | [ 49 ] |
| 12      | 4. Jan. 2015  | 8. Nov. 2015  | 3,08                      |                         |                            | 11,0                     | [ 50 ] |
| 13      | 10. Jan. 2016 | 28. Nov. 2016 | 2,92                      |                         | 1,23                       | 9,5                      | [ 51 ] |
| 14      | 5. Dez. 2016  | 4. Dez. 2017  | 2,30                      |                         |                            |                          |        |
| 15      | 11. Dez. 2017 | 8. Jan. 2019  | 2,18                      |                         |                            |                          |        |
| 16      | 15. Jan. 2019 | 10. Dez. 2019 | 2,27                      |                         |                            |                          |        |
| 17      | 7. Jan. 2020  | 24. Nov. 2020 |                           |                         |                            |                          |        |

Free-TV
Im deutschen Free-TV läuft die Serie seit dem 17. März 2005 beim Privatsender Sat.1. Des Weiteren werden seit 2010 ältere Folgen auf kabel eins wiederholt.
Sat.1 strahlte die ersten beiden Staffeln (mit kurzer Unterbrechung) und die ersten sechs Episoden der dritten Staffel hintereinander vom 17. März 2005 bis zum 7. Januar 2007 immer donnerstags aus. Am 13. August 2006 wechselte Sat.1 den Sendeplatz und setzte die Ausstrahlung der dritten Staffel am Sonntag im Rahmen des Crime Sonntags fort.
Seit der vierten Staffel wurde die Serie immer sonntags ausgestrahlt. Die Erstausstrahlung einer Staffel begann seither entweder im Januar, Februar oder März. Nach einer Sommerpause endet die Erstausstrahlung der Staffel meistens im Oktober oder November. Wenn keine Erstausstrahlungen einer Staffel folgen, dann wiederholte Sat.1 vorherige Staffeln auf dem Sendeplatz.
Seit dem 17. Oktober 2016 strahlte Sat.1 die Serie erstmals montags um 20:15 Uhr aus. Seit dem 11. Dezember 2017 läuft auf Sat.1 die 15. Staffel der Serie.
Ab dem 8. Januar 2019 wird die Serie dienstags um 20:15 Uhr auf Sat.1 ausgestrahlt. Während zunächst am 8. Januar 2019 die drei restlichen Folgen der 15. Staffel ausgestrahlt werden, läuft ab dem 15. Januar die 16. Staffel auf Sat.1. Nach einer Sommerpause zeigt Sat.1 ab dem 9. Oktober die restlichen Folgen der 16. Staffel auf dem gewohnten Sendeplatz.
Pay-TV
Im deutschen Pay-TV läuft die Serie seit 2009 beim Sender 13th Street und seit 2012 ebenfalls beim Sender FOX Channel.
In Deutschland galt die Serie als Quotengarant, Wiederholungen werden dementsprechend oft gesendet. Im Juli 2013 wurden so zum Beispiel über 400 Wiederholungen im Free- und Pay-TV verplant. Die Serie brachte es 2014 auf insgesamt 4665 Ausstrahlungen im Free- und Pay-TV.

### Österreich
In Österreich wird die Serie seit dem 9. Dezember 2007 auf ORF 1 ausgestrahlt. Der Sender hatte die Ausstrahlung mit den ersten drei Episoden der ersten Staffel begonnen und sendete ab dem 13. Januar 2008 Episoden der vierten Staffel. Es wurde mit der siebten Episode begonnen und damit mitten in der Staffel eingesetzt. Außerdem sicherte sich der ORF die Rechte zur Ausstrahlung der fünften Staffel, die für kurze Zeit im Frühjahr 2008 lief und dann am 31. August 2008 fortgesetzt wurde. Am 6. Februar 2011 startete die 6. Staffel auf ORF 1. Ab 3. Juni 2011 zeigt auch der Privatsender Puls 4 die Serie, beginnend mit den ersten beiden Staffeln.

### Schweiz
In der Schweiz läuft die Serie beginnend mit der ersten Staffel seit dem 26. Juni 2007 auf dem Sender 3+. Vom 8. März bis zum 16. November 2010 lief die 7. Staffel. Vom 15. Februar bis zum 7. November 2011 lief die 8. Staffel auf 3+. Seit dem 23. Juli 2012 wird die 9. Staffel auf 3+ ausgestrahlt.

### International
Navy CIS wird international von CBS Studios International vertrieben. Die Serie wird in über 200 Ländern ausgestrahlt und in 59 Sprachen synchronisiert oder untertitelt.

## DVD-Veröffentlichung
Während in den USA und Großbritannien immer die ganze Staffel in einer DVD-Box erscheint, wird in Deutschland eine Staffel in jeweils zwei Teile getrennt. Ebenso enthalten die DVD-Versionen in den USA stets Bonusmaterial wie Kommentare der Autoren, Regisseure oder Schauspieler sowie Making-of-Szenen, während die deutschen DVD-Boxen einschließlich der dritten Staffel ohne Bonusmaterial erschienen sind. Lediglich die DVD-Box des zweiten Teils der dritten Staffel enthält eine Reportage über den echten NCIS sowie weitere Extras. Eine weitere Besonderheit ist, dass die deutschen DVD-Boxen unter dem Originaltitel NCIS erscheinen, obwohl die Serie in Deutschland Navy CIS heißt. Die vierte Staffel ist seit dem 23. Oktober 2007 in den USA erhältlich. Zum Bonusmaterial gehören unter anderem ein Feature, bei dem die Castmitglieder Fragen der Fans beantworten, sowie Audiokommentare (unter anderem für „Die kleine Schwester“ mit Sean Murray und Terrence O’Hara, dem Regisseur der Episode, sowie ein weiterer Kommentar mit Sean Murray und Coté de Pablo). Die vierte Staffel ist seit dem 5. Juni 2008 in Deutschland erhältlich. Wie bei den vorherigen Staffeln auch, ist diese in zwei Halbstaffelboxen getrennt. Die fünfte Staffel ist erstmals in einer Box zusammengefasst worden und am 7. Mai 2009 erschienen. Am 5. August 2010 wurde die sechste Staffel in zwei Halbboxen veröffentlicht. Außerdem gibt es Sammelboxen, die die Staffeln eins bis sechs beinhalten. Die siebte Staffel ist in zwei Hälften am 9. Juni 2011 erschienen. Eine in zwei Halbstaffelboxen geteilte Veröffentlichung der achten Staffel ist am 14. Juni 2012 erschienen.
Am 13. Oktober 2012 erschien eine Komplettbox mit den ersten acht Staffeln. Die zwei Halbstaffeln zur neunten Staffel wurden am 6. Juni 2013 veröffentlicht. Am 3. Januar 2014 wurde die zehnte Staffel in Form von zwei Halbstaffeln auf DVD veröffentlicht. Die elfte Staffel erschien am 18. Dezember 2014 ebenfalls in Form von zwei Halbstaffeln. Die 20. Staffel erschien am 22. Februar 2024 auf 7 Discs.

## Rezeption

### Pressekritik
Navy CIS ist eine der am längsten im Fernsehen laufenden Dramaserien mit hohen Zuschauerzahlen. Dennoch befassen sich Presse und Fernsehkritiker selten mit der Serie. So titelte Vera H-C Chan für Yahoo 2013 „NCIS: die Nummer-eins-Fernsehserie über die niemand redet“. Chan sieht die Serie neben der Mordermittlung vor allem als Arbeitsplatzkomödie. Die komödiantischen Elemente gleichen dabei ernste Themen wie PTBS, Waffenschmuggel, religiöse oder sexuelle Intoleranz aus.
Gillian Flynn, Autor von Entertainment Weekly, meinte im Februar 2007, NCIS beleidige zwar nicht die Intelligenz, würde sie aber auch nicht wirklich strapazieren. Die Mysterien in NCIS, also Serienkiller, Waffendealer und etwas Terrorismus, seien zwar „ausgezeichnet“, der Grund zum Einschalten sei aber das Team, welches die Fälle löst. Die Ermittler in NCIS entsprächen jeweils einem bestimmten Typus („the stud, the nerd, the perky-Goth-tech-girl-with-pigtails-and-skull-shirts“) und seien beseelt durch „geniale“ Drehbücher und „mutige“ Schauspieler. Mit „bezaubernder“ Vorhersagbarkeit enthalte jede Episode mindestens eines der folgenden Elemente: Chefermittler Gibbs gerate wegen der Technik in Verwirrung, Ziva unterliefen einige Patzer mit der englischen Sprache, der ungeschickte McGee leide unter Demütigungen wie „Gift-Sumach im Schritt“, und von den Teammitgliedern würden liebenswert spießbürgerliche, auf Sex bezogene Witze gemacht. Manchmal sei NCIS weniger ein Krimidrama als vielmehr eine heitere Familien-Comedy, in der sich die Teammitglieder schonungslos gegenseitig mit Witzen über Männermaniküren, Freundinnen und Liebesaffären aufziehen.
Jon Caramanica bezeichnete Navy CIS in einem 2010 in der Los Angeles Times erschienenen Artikel als Procedural – ein Genre, welches im Deutschen etwa die Bedeutung einer Dramaserie mit inhaltlich abgeschlossener Handlung besitzt – mit einer Mischung aus Licht und Schatten, wie sie keine andere Fernsehserie zu bieten habe. Typischerweise unterschneide die Serie die Ernsthaftigkeit des durchschnittlichen Procedurals mit dem „Äquivalent einer Fanfare und eines Furzkissens“, es sei ein Procedural mit einem „Slapstick-Herz“. Jedoch sei NCIS mit zunehmendem Alter „reizender“ geworden. Was sich einst unfokussiert und ermüdend angefühlt habe, sei nun die Ruhepause von der „mürrischen“ Verbrechensaufklärung, die an anderer Stelle auf CBS stattfinde und bei der man kaum einen Lacher zu hören bekomme. Die Serie wirke befreit wie improvisiertes Theater. Gibbs sei der aufrechte Mann, „knauserig mit Anerkennung“ (stingy with approval), ein Minimalist mit Worten, der Bedrohung hauptsächlich durch einen strengen Haarschnitt zum Ausdruck bringe. Er sei unveränderlich, was allen um ihn herum erlaube, ihre ganze Absurdität zu erforschen.
Bei TV.com hat die Serie ein Rating von 8,8/10 basierend auf über 16.500 abgegebenen Stimmen und bei IMDb.com hat die Serie ein Rating von 8/10 basierend auf 67.000 abgegebenen Stimmen.
NCIS ist in den USA laut einer Umfrage des Marktforschungsinstituts Harris Interactive aus dem Jahr 2011 die beliebteste Serie aller Zeiten (englisch favorite television show of all time).

### Preise und Nominierungen
ALMA Awards
- Gewonnen – Outstanding Actress in a Drama Television Series – Coté de Pablo (2011)

ASCAP Award
- Gewonnen – Top TV-Serie – Matt Hawkins, Maurice Jackson, Neil Martin (2004, 2006, 2007, 2008, 2009)
- Gewonnen – Top TV-Serie – Steven Bramson (2004)

BMI Film & TV Awards
- Gewonnen – BMI TV Music Award – Joseph Conlan (2005)
- Gewonnen – BMI TV Music Award – Brian Kirk (2008, 2009)

Emmy Awards
- Nominiert – Bester Gastdarsteller in einer Dramaserie – Charles Durning (2005) in Folge 2x07 Der Held von Iwo Jima
- Nominiert – Herausragende Stunts – Diamond Farnsworth (2008) in Folge 5x07 Alte Wunden
- Nominiert – Beste Dramaserie (2010)

NAACP Image Awards
- Nominiert – Bester Nebendarsteller in einer Dramaserie – Rocky Carroll (2010)

People’s Choice Awards
- Nominiert – Beliebteste Dramaserie (2009)
- Nominiert – Beliebtester Schauspieler in einer Dramaserie – Mark Harmon (2009)
- Nominiert – Beliebtester Schauspieler in einer Dramaserie – Mark Harmon (2013)
- Nominiert – Beliebteste Schauspielerin in einer Dramaserie – Pauley Perrette (2013)

Imagen Awards
- Gewonnen – Beste Nebendarstellerin einer TV-Serie – Coté de Pablo (2006)
- Nominiert – Beste Nebendarstellerin einer TV-Serie – Coté de Pablo (2009)
- Nominiert – Beste Nebendarstellerin einer TV-Serie – Coté de Pablo (2020)[68]

Young Artist Awards
- Nominiert – Beste Aufführung einer TV-Serie – Junger Gastdarsteller – Dominic Scott Kay (2008) in Folge 5x09 Gesucht und gefunden

## Soundtrack
Zur Serie sind drei Soundtrackalben erschienen.
Ersteres erschien am 10. Februar 2009 in den USA als CD und als MP3-Download unter dem Titel NCIS: The Official Soundtrack. In Deutschland erschien die CD daraufhin unter dem Titel NCIS: The Official TV Soundtrack – Vol. 1 als CD-Import. Der Soundtrack ist in zwei CDs gegliedert, auf CD 1 sind zwölf allgemeine Songs enthalten, die in der Serie vorkommen, CD 2, die den Titel Abby’s Lab trägt, enthält zehn Lieder, die in der Serie in Abbys Labor laufen. Das Lied Fear ist in Zusammenarbeit mit Pauley Perrette, der Darstellerin von Abby Sciuto, entstanden. Coté de Pablo, die Darstellerin von Ziva David, ist die Interpretin des Liedes Temptation, eine Coverversion eines Stücks von Tom Waits, welches sie in der ersten Episode der sechsten Staffel singt. Einige der Songs waren zum Zeitpunkt der Veröffentlichung des Albums noch nicht in der Serie vorgekommen.
Am 3. November 2009 folgte das zweite Album mit dem Titel NCIS: The Official Soundtrack – Vol. 2 in den USA als CD und MP3-Download, in Deutschland als CD-Import. Auf diesem Album mit zwölf Titeln ist das Stück Bitter and Blue von Michael Weatherly, dem Darsteller von Anthony DiNozzo, enthalten.
Am 29. März 2011 erschien das dritte Album unter dem Titel NCIS: The Official TV Score sowohl in den USA als MP3-Download und CD bzw. CD-Import. Das Album enthält fünfzehn Songs, die der NCIS-Komponist Brian Kirk aus dem Score von NCIS zu eigenständigen Musiktiteln gemixt hat. Unter den Songs ist auch das NCIS Main Theme zu finden.

## Ableger

### NCIS: Los Angeles
In den USA wird seit dem 22. September 2009 Navy CIS: L.A. auf dem Sendeplatz hinter Navy CIS ausgestrahlt. Das Team der neuen Serie wurde in der sechsten Staffel der Mutterserie eingeführt (Legend I & II). Schauspieler sind unter anderem Chris O’Donnell und LL Cool J sowie Daniela Ruah und Linda Hunt. Damit hatte man im Serienuniversum von JAG – Im Auftrag der Ehre durch den großen Erfolg von Navy CIS ein weiteres Spin-off geschaffen. Nach 323 Folgen in 14 Staffeln wurde die Serie im Mai 2023 eingestellt.

### NCIS: Red
Ein weiterer Ableger namens NCIS: Red wurde für die Fernsehsaison 2013/14 entwickelt. In der geplanten Serie spielten unter anderem Kim Raver und John Corbett Mitglieder eines landesweit ermittelnden, mobilen Einsatzteams, das zusammen lebt und arbeitet. Eine Folge der vierten Staffel von Navy CIS: LA diente als Backdoor-Pilotfolge zur geplanten Serie. CBS entschied sich jedoch gegen eine Bestellung der Serie.

### NCIS: New Orleans
2013 wurde bekannt, dass CBS an einem weiteren Spinoff arbeitet. Die neue Serie spielt in New Orleans und wurde über eine zweiteilige Backdoor-Pilotfolge der Mutterserie NCIS eingeführt. Für Navy CIS: New Orleans wurden Anfang Februar 2014 unter anderem Scott Bakula, CCH Pounder und Zoe McLellan verpflichtet. Die Ausstrahlung dieser Backdoor-Folge mit dem Titel Crescent City fand am 25. März und 1. April 2014 bei CBS statt. Die offizielle Bestellung der Serie erfolgte im Mai 2014. Nach 155 Folgen in sieben Staffeln wurde die Serie im Jahr 2020 eingestellt.

### NCIS: Hawaiʻi
2021 bestellte CBS Navy CIS: Hawaiʻi. Diese Serie wurde als erster NCIS-Ableger ohne Backdoor-Pilotfolge eingeführt. Es handelt sich um ein Team, das vom Marine-Stützpunkt in Pearl Harbor aus operiert. Das Team erhielt erstmals eine weibliche Teamleitung, die innerhalb der neunzehnten Staffel durch ein Crossover als Gast auftrat. Im Gegenzug erhielten die dortigen Besuch von Wilmer Valderrama, Katrina Law, Diona Reasonover und Gary Cole aus der Mutterserie.

### NCIS: Sydney
Im Februar 2022 wurde die Entwicklung eines weiteren Ablegers bekannt, der erstmals international in Australien angesiedelt wird und durch eine australische Crew, sowie von dort stammende Schauspieler, entstehen soll. Die Serie wurde von Shane Brennan entwickelt, welcher zuvor schon Navy CIS: L.A. verantwortete. Am 10. November 2023 wurde die erste Folge der Auftaktstaffel bei Paramount+ in Australien veröffentlicht. Der neueste Ableger im NCIS-Franchise erhielt ebenfalls keine Backdoor-Pilotfolge. Die deutschsprachige Version wurde ab 18. Januar 2024 unter dem Originaltitel NCIS: Sidney bei Paramount+ ebenfalls in wöchentlichem Rhythmus online gestellt. Im Februar 2025 wurde eine dritte Staffel bestellt.

### NCIS: Origins
Am 9. Januar 2024 wurde bekanntgegeben, dass CBS eine Prequel-Serie in Auftrag gegeben hat. Diese soll von Gibbs’ Beginn beim NCIS (der zu diesem Zeitpunkt noch NIS heißt) in den frühen 1990er Jahren handeln. Die Hauptrolle des Leroy Jethro Gibbs soll der amerikanische Schauspieler Austin Stowell spielen. Im Februar 2025 wurde die Serie um eine zweite Staffel verlängert.

### NCIS: Tony & Ziva
Im Februar 2024 wurde bestätigt, dass CBS ein weiteres Spin-Off bestellt hat, das den Arbeitstitel NCIS: Europe trägt. Hier nehmen Michael Weatherly und Coté de Pablo ihre Rollen als Tony und Ziva wieder auf.

### Serienuniversum
Durch ein Crossover zwischen Navy CIS: LA und der ebenfalls auf CBS ausgestrahlten Serie Hawaii Five-0 spielt auch diese Serie im gleichen Serienuniversum wie Navy CIS, Navy CIS: LA und JAG – Im Auftrag der Ehre.
In Episode 01x06 der Fernsehserie Scorpion hat Schauspielerin Linda Hunt einen Gastauftritt als Hetty Lange, die sie auch in der Serie NCIS: Los Angeles spielt. Somit spielt Scorpion im selben Serienuniversum wie JAG, NCIS, NCIS: Los Angeles, NCIS: New Orleans, NCIS: Hawai‘i, MacGyver, Hawaii Five-0 und Magnum P.I..

## Trivia
- Sasha Alexander schied am Ende der zweiten Staffel auf eigenen Wunsch aus, da ihr die Belastungen eines Seriendrehs für womöglich viele weitere Staffeln zu hoch waren.
- Coté de Pablo schied nach den ersten beiden Folgen der elften Staffel aus der Serie aus, obwohl ihr eine deutliche Gehaltserhöhung für eine Verlängerung ihres Vertrages angeboten worden war.[82][83] Zum Finale der 16. Staffel tauchte der Charakter überraschend wieder auf, spielte aber nur in vier Episoden der 17. Staffel mit.
- Mark Harmon, Rocky Carroll und Lauren Holly standen für Navy CIS bereits zum zweiten Mal für eine Fernsehserie gemeinsam vor der Kamera. In der Krankenhausserie Chicago Hope hatten sie zuvor in zwanzig Episoden zusammen gespielt. Zuvor hatten Mark Harmon und Rocky Carroll gemeinsam 74 Episoden ohne Lauren Holly gespielt.
- Die USS Seahawk, auf der DiNozzo zeitweilig stationiert war, ist fiktiv, wobei schon in JAG – Im Auftrag der Ehre eine USS Seahawk Handlungsschauplatz war.
- Die 17. Episode der 1. Staffel Fünf Musketiere (orig. The Truth is out there) ist eine Anspielung auf Akte X:[84][85]
  - Der Schauspieler Brian Thompson (aus Akte X als Alien Bounty Hunter bekannt) verkörperte die Rolle des Master Chief P.O. Vince Nutter – David Nutter war der dritthäufigste Regisseur von Akte X (15 Episoden).
  - Die Figur P.O. Howard Carter war eine Anspielung auf den Schöpfer von Akte X Chris Carter (201 Episoden).
  - Die Figur Darin Spotnitz war eine Anspielung auf den zweithäufigsten Autor Frank Spotnitz (48 Episoden).
  - Die Figur P.O. David Bowman war eine Anspielung auf den zweithäufigsten Regisseur Rob Bowman (33 Episoden).
  - Die Figur P.O. Gordon war eine Anspielung auf den fünfthäufigsten Autor Howard Gordon (20 Episoden).
  - Die Figur P.O. James Morgan war eine Anspielung auf den sechsthäufigsten Autor Glen Morgan (15 Episoden).
  - Die Figur P.O. Wong war eine Anspielung auf den auch sechsthäufigsten Autor James Wong (15 Episoden).
- Immer wenn Nachrichten im Fernsehen im Hintergrund zu sehen sind, laufen sie, genau wie bei JAG auch, auf dem fiktiven Sender ZNN, der an den US-Nachrichtensender CNN angelehnt ist.
- In der 4. Episode der 5. Staffel Eine falsche Identität (org. Identity Crisis) hatte Thomas Betro, zum Zeitpunkt der US-Erstausstrahlung der Episode amtierender Direktor des realen NCIS, eine kleine Nebenrolle.[86]
- In der 18. Episode der 10. Staffel Marine Dex führte Michael Weatherly (Tony DiNozzo) Regie.
- Am Ende der ersten Episode der zwölften Staffel wurde von Sat.1 ein Nachruf für den im Oktober 2014 verstorbenen Eberhard Prüter (Synchronsprecher von Dr. Donald „Ducky“ Mallard) eingeblendet.
- Häufiger, unter anderem in den Episoden 12.13 Die Ehre eines Helden und 13.06 Schuld, führt Rocky Carroll (Director Leon Vance) Regie.